# Natation aux Jeux olympiques de 1912
Vous lisez un « article de qualité » labellisé en 2022.
Navigation
Les épreuves de natation lors des Jeux olympiques de 1912 de Stockholm se déroulent du samedi 6 juillet au lundi 15 juillet 1912.
Pour la première fois, le programme masculin est, pratiquement, le même que lors des Jeux précédents : en nage libre : 100, 400 et 1 500 mètres et un relais 4 × 200 mètres ; en dos : 100 mètres ; en brasse le même 200 mètres qu'à Londres auquel est ajouté un 400 mètres. Pour la première fois aussi, des épreuves féminines se déroulent (celles de 1908 ayant été annulées), en nage libre : un 100 mètres individuel et un relais 4 × 100 mètres. La première championne olympique de natation est l'Australienne Fanny Durack. Au total, 188 nageuses et nageurs venus de 17 nations sont engagés. Avec les 67 forfaits intégralement masculins, les concurrents effectifs sont 27 nageuses et 94 nageurs.
Les épreuves ont lieu dans un bassin de 100 mètres de long construit pour l'occasion dans la Djurgårdsbrunnsviken, une petite baie abritée des courants par l'île de Djurgården, au cœur de la capitale suédoise. Le bassin qui abrite aussi les épreuves de plongeon et de water-polo est démonté à l'issue des Jeux et les matériaux sont revendus. Avec les entrées (48 560 spectateurs payants), l'organisation des compétitions aquatiques est largement bénéficiaire. Les sommes ainsi récoltées sont reversées au Comité olympique suédois et à l'Association suédoise de natation amateure.
Les diverses courses sont prévues pour se dérouler en quatre étapes : d'abord des séries éliminatoires, puis un second tour qualificatif pour les demi-finales et enfin la finale. Le grand nombre de forfaits oblige les officiels à réorganiser les séries, juste avant le départ des épreuves, avec des conséquences parfois négatives. Ainsi, au 100 mètres nage libre masculin, les concurrents américains, dont Duke Kahanamoku qui vient d'établir le record du monde de la distance, persuadés d'être qualifiés pour la finale à l'issue de ce qui n'est que le deuxième tour ne se présentent pas aux demi-finales. Ils auraient alors dû être disqualifiés. Le nageur australien Cecil Healy qui aurait pu voir s'ouvrir devant lui un boulevard jusqu'au titre olympique, annonce que si les Américains n'étaient pas autorisés à concourir, il déclarerait lui aussi forfait. Le jury organise alors une troisième « demi-finale ». La finale est ensuite remportée par Kahanamoku devant Healy.
Les 400 et 1 500 mètres masculins sont dominés par le même trio qui monte (dans le même ordre) sur les deux podiums : le Canadien George Hodgson, le Britannique Jack Hatfield et l'Australien (sous les couleurs de l'Australasie) Harold Hardwick. Hodgson fait voler en éclats les records olympiques et du monde des deux distances. En finale du 1 500 mètres, il s'adjuge même au passage le record du monde du 1 000 mètres et poursuit son effort pour établir le record du monde du mile.
Les Jeux sont marqués par la transition du « dos brassé » au « dos crawlé » puisque le vainqueur américain Harry Hebner utilise ce nouveau style lors du 100 mètres, déclenchant la colère, et les réclamations, de ses adversaires malheureux. Le règlement ne l'interdisant pas, sa victoire est homologuée. Cependant, ce style n'est alors pas forcément plus rapide que le « dos brassé » puisque le record du monde détenu par l'Allemand Otto Fahr qui finit deuxième n'est pas battu.
Les épreuves de brasse (200 mètres et 400 mètres) sont dominées par le brasseur allemand Walter Bathe qui remporte les deux courses. En fait, les mêmes cinq hommes (les Allemands Bathe, Lützow et Malisch, le Britannique Courtman et le Suédois Henning) se retrouvent lors des deux finales. Si le 200 mètres est un triplé allemand, au 400 mètres, le podium est international.
La suprématie des nageuses anglo-saxonnes est complète sur le 100 mètres féminin. Avant les Jeux, les Britanniques Jennie Fletcher et Daisy Curwen et l'Australienne Fanny Durack avaient alternativement amélioré le record du monde de la distance. Fanny Durack établit définitivement le record olympique et le record du monde lors des séries. Seule une nageuse allemande Grete Rosenberg vient contester la domination anglo-saxonne, même si elle n'entre en finale qu'à la suite du forfait de Daisy Curwen, opérée de l'appendicite. Fanny Durack s'impose devant sa compatriote et amie Mina Wylie puis Jennie Fletcher.

## Organisation

### Choix des épreuves
En 1909 et 1910, le comité d'organisation des Jeux de Stockholm réfléchit au programme général des épreuves qui devraient être, selon celui-ci, recentrées sur des activités « purement athlétiques ». Un premier grand congrès de synthèse du Comité international olympique se tient à Luxembourg en juin 1910. Ne sont alors prévues en natation que des épreuves masculines, pratiquement les mêmes qu'à Londres lors des Jeux précédents : en nage libre : 100, 400 et 1 500 mètres et un relais 4 × 200 mètres, en dos : 100 mètres ; en brasse le 200 mètres. Cependant, à l'issue des Jeux de Londres, il avait été suggéré d'introduire dans le programme olympique une épreuve longue (500 ou 600 mètres) en brasse en raison de la très grande popularité à travers le monde de ce style de nage. L'idée était d'en accroître encore la popularité, dans le but de donner l'envie de l'apprendre et d'ainsi éviter les noyades. Aussi, le programme prévisionnel pour les Jeux de Stockholm inclut un 400 mètres brasse masculin. Cependant, lors de ce congrès à Luxembourg, de nombreux délégués demandent aussi des épreuves féminines de natation. En effet, lors du congrès du comité olympique britannique, en octobre 1907, pour l'organisation des Jeux de Londres, des épreuves féminines avaient été discutées. Il semblerait que celles-ci aient finalement dû être annulées, faute d'un nombre suffisant de nageuses engagées. Si des démonstrations eurent lieu, aucune médaille ne fut remise. Pour les Jeux de Stockholm, en plus des Britanniques, les délégués danois et norvégiens se montrent très favorables à l'organisation d'épreuves féminines,. Pierre de Coubertin s'est déclaré opposé à la participation des femmes aux Jeux, mais il écrit aussi au comité qu'il s'y résigne.
Le comité d'organisation des Jeux de Stockholm amende donc son programme en vue du congrès suivant du CIO en mai 1911, à Budapest. Ainsi, une épreuve féminine est ajoutée, en nage libre : un 100 mètres individuel. Les délégués britanniques et hongrois proposent de nouveaux changements. Les Britanniques veulent plus d'épreuves féminines. Les Hongrois veulent un programme uniquement masculin et intégralement remanié : en nage libre : 100 et 800 mètres et un relais 4 × 100 mètres, un 100 mètres brasse et un relais 4 × 50 mètres « quatre nages » (brasse, dos, « side stroke », nage libre). La FINA, quant à elle, veut un relais féminin 4 × 100 mètres en nage libre. Le congrès décide de reporter sa décision sur les suggestions hongroises à un congrès ultérieur et accepte ce qui est, de fait, une décision de la fédération internationale de natation,.
Le programme définitif est donc adopté à Budapest. Pour les hommes : en nage libre : 100, 400 et 1 500 mètres et un relais 4 × 200 mètres, en dos : 100 mètres ; en brasse 200 et 400 mètres. Pour les femmes : deux épreuves en nage libre : un 100 mètres individuel et un relais 4 × 100 mètres,.

### Comité d'organisation des épreuves aquatiques

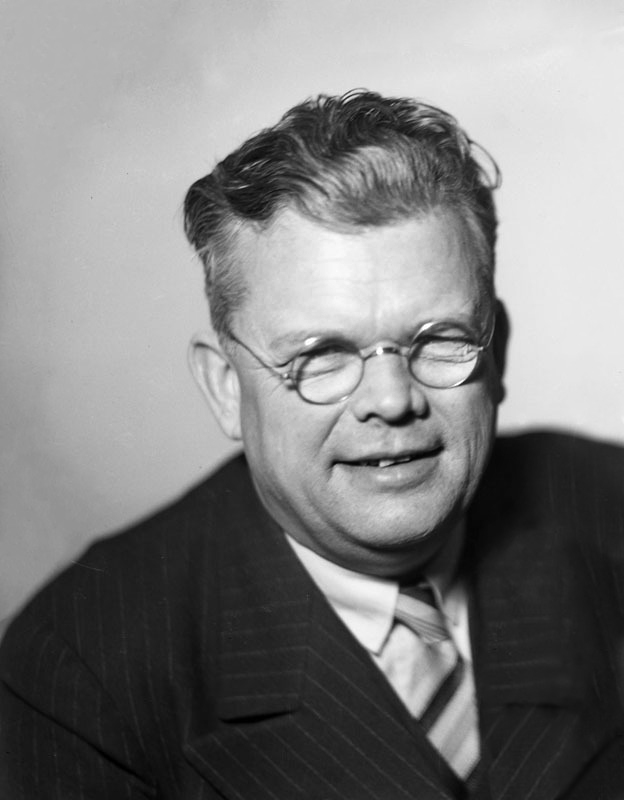
Erik Bergvall, président du comité d'organisation des épreuves aquatiques aux Jeux de Stockholm.

Le 11 octobre 1909, le comité d'organisation des Jeux de Stockholm charge la Svenska Simförbundet, l'Association suédoise de natation amateure de désigner le comité d’organisation des épreuves aquatiques. Celui-ci comprend 15 membres et est présidé par le médaillé olympique de water-polo, Erik Bergvall et l'athlète Kristian Hellström en est le secrétaire,. Aucune femme n'en est membre, alors que des compétitions féminines sont prévues. Ce comité se réunit 22 fois pour préparer les épreuves aquatiques,.
Afin de distribuer aux nageuses, nageurs et officiels, le comité fait imprimer 9 500 livrets détaillant le programme et le règlement des épreuves (3 000 en suédois, 3 500 en anglais, 1 900 en allemand et 1 100 en français). Il fait aussi imprimer et envoyer au printemps 1912 aux divers comités olympiques à travers le monde les formulaires d'inscription. Chaque nageur et nageuse doit remplir un formulaire par épreuve à laquelle il ou elle s'inscrit. Au total, 4 250 formulaires individuels sont prévus et 1 000 formulaires de relais (900 en suédois, 1 800 en anglais, 1 250 en allemand et 1 300 en français ; plus de relayeurs francophones que de relayeurs germanophones sont prévus).

### Juges, arbitres et officiels
Le comité d’organisation des épreuves de natation est chargé de désigner les juges-arbitres. Une réflexion, concernant l'ensemble des Jeux, a lieu à propos de la nationalité des juges. L'idée était d'éviter que se reproduisent des incidents comme lors des Jeux de Londres (en athlétisme par exemple). Il est donc décidé, comme principe de base, que sur les trois juges désignés à chaque épreuve, seuls deux seraient suédois et le troisième d'une autre nationalité. Cependant, le problème de la langue, si les juges étaient de nationalités trop variées, allait se poser. Le compromis est que, pour les épreuves où les décisions arbitrales ne poseraient pas de problème d'interprétation, ou de soupçon de favoritisme, les juges seraient tous suédois. Ce fut donc le cas pour la natation, mais pas pour le water-polo, quand jouerait l'équipe de Suède, où le trio d'arbitres serait international.
Le comité d'organisation des Jeux de Stockholm commence dès 1910 à recruter divers officiels auprès des fédérations. Deux qualifications principales sont demandées : bien évidemment connaître les règles du sport mais aussi être polyglotte. Une fois les candidatures reçues, deux phases de sélection ont lieu en 1911 puis 1912 afin de retenir les meilleurs. Le dernier test, grandeur nature, des futurs juges et arbitres, a lieu lors des diverses épreuves suédoises de qualification aux Jeux, au printemps 1912. L'uniforme des officiels est un pantalon blanc, une veste bleue et un canotier ; il est fourni par le grand magasin Nordiska Kompaniet,.
Au total, 99 officiels, tous suédois, sont recrutés pour les épreuves aquatiques. Les installations mobilisent un chef de bassin, trois chefs adjoints de bassin, trois assistants au chef de bassin, un arbitre suprême, deux plantons de bassin, deux stewards des tribunes, trois médecins, deux attachés de presse, deux interprètes et un magasinier. Les épreuves elles-mêmes nécessitent : starters, juges de faux-départ, juges de nage, juges de virage, chronométreurs, secrétaires ; ainsi que des chaperons spécialement pour les épreuves féminines, certaines spécifiquement attachées aux nageuses étrangères.
Lors des épreuves, l'organisation est très rigoureuse, quasi militaire. La veille d'une journée de compétition, le chef de bassin et ses trois adjoints doivent tenir une réunion afin de désigner leur poste à leurs divers subordonnés pour le lendemain. Ce poste doit être strictement observé et un juge-arbitre ne peut le quitter, ni désobéir à un ordre du chef de bassin qui lui a été transmis par un des assistants. Le chef de bassin doit rester tout au long de la journée visible de ses officiels et des nageurs et nageuses. Il est responsable de la bonne tenue des épreuves conformément au programme. Il organise le tirage au sort des séries ; il règle les déplacements des nageurs et nageuses pour éviter tout retard ; il vérifie que les nageurs et nageuses sont bien identifiés (numéro et bonnet de bain), même si c'est au starter de vérifier que les tenues de nage sont conformes au règlement. Il donne le signal de début des épreuves.
Les assistants au chef de bassin sont responsables de la communication entre celui-ci (et ses trois adjoints) et les juges-arbitres mais surtout les nageurs et nageuses. Ce sont eux qui sont chargés de prévenir les nageuses et les nageurs dans leur vestiaire que leur épreuve va commencer. L'annonce doit se faire en suédois, en anglais et en français, cinq minutes avant le start. Ils sont aussi chargés d'annoncer les résultats au public.
La principale tâche des juges de nage est de vérifier qu'un nageur ou une nageuse ne gêne pas ses adversaires, les lignes d'eau n'étant pas matérialisées. Ils doivent aussi s'assurer que les styles spécifiques (brasse et dos) sont bien respectés. S'ajoutent deux juges de virage à chaque extrémité du bassin, chargés de contrôler que les virages de brasse se font bien à deux mains.  L'arbitre suprême est l'autorité qui décide des litiges en dernière instance, sans appel. Il arbitre les problèmes survenus lors d'une course, mais aussi, s'ils survenaient, les problèmes d'attitude des nageuses et nageurs entre eux, vis-à-vis des juges-arbitres voire du public.
Des plantons de bassin et stewards des tribunes ont pour tâche de vérifier que nageuses, nageurs et personnes du public restent dans les espaces qui leur ont été réservés ainsi que d'assurer la surveillance des vestiaires. Il est prévu qu'ils soient aidés d'autant de boy scouts que nécessaire.
Le magasinier est responsable de la fourniture, de l'entretien voire de la réparation de tout l'équipement nécessaire aux compétitions. Pour la natation, il s'agit principalement des bonnets de bain, récupérés à la fin de chaque série. Il est aussi responsable de l'ensemble du matériel pour le water-polo.
Les secrétaires doivent préparer les documents nécessaires aux épreuves la veille de la compétition. Le jour de celle-ci, ils sont chargés d'en enregistrer les minutes : déroulement de l'épreuve mais aussi les incidents qui pourraient se produire ainsi que les indications météorologiques. Un secrétaire est installé sur la plage de départ et deux sur la plage d'arrivée. Leurs trois rapports sont confiés au chef de bassin. Ils sont signés par les juges-arbitres puis mis en forme pour le rapport officiel ainsi qu'à destination de la presse. L'un des secrétaires, choisi pour ses compétences en langue, est spécialement chargé de tenir le Bureau des Compétitions Aquatiques, ouvert toute la durée des épreuves, afin de renseigner les sportifs, le public et la presse. Il est assisté de deux attachés de presse, l'un spécifiquement dédié aux journalistes suédois, l'autre à la presse internationale.

### Bassin

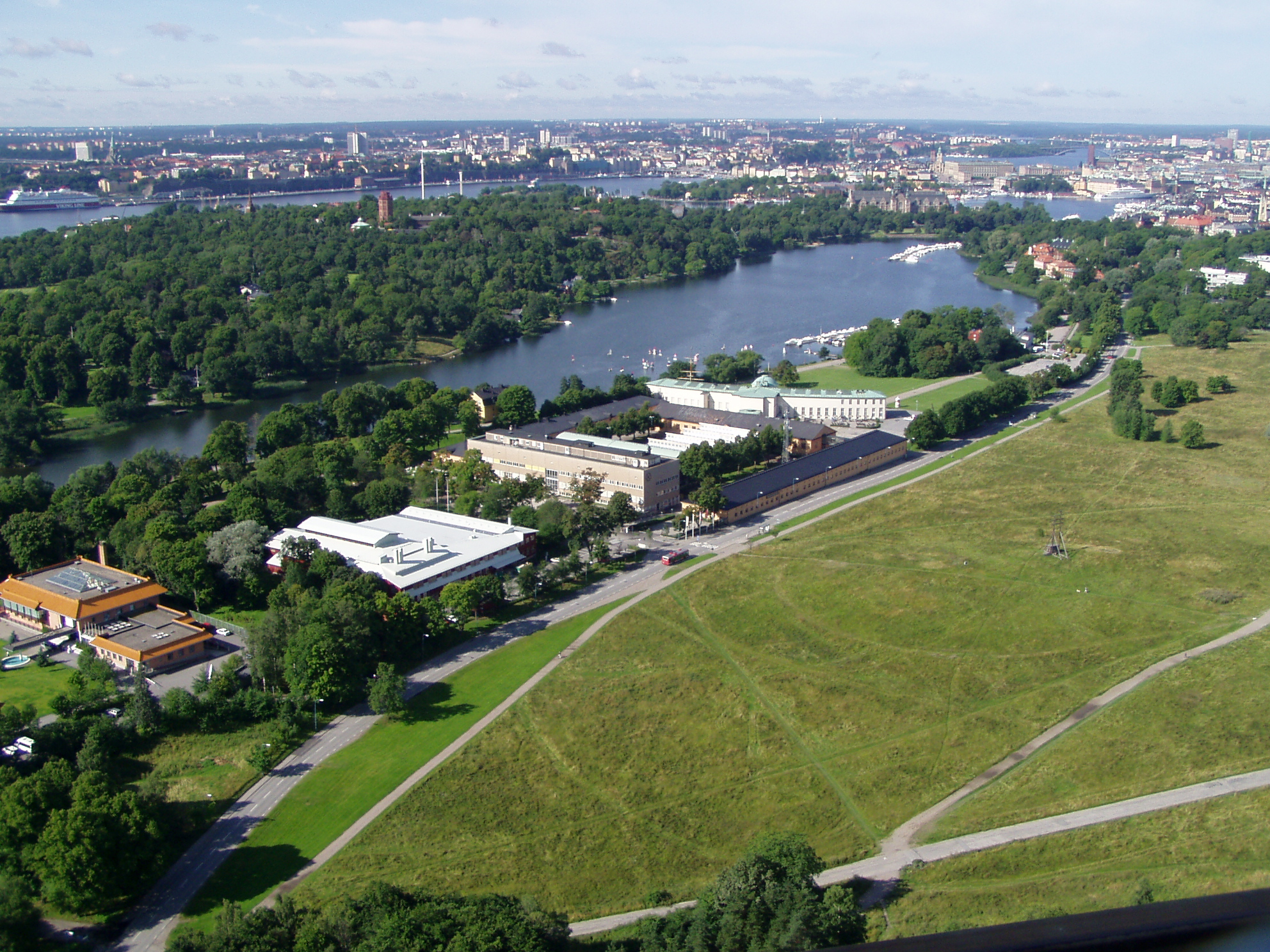
Vue de la Djurgårdsbrunnsviken depuis la tour Kaknästornet, où fut installé le bassin olympique.

Le règlement de la FINA avait décidé que, pour l'homologation des records, les épreuves devaient se dérouler dans des bassins sans courant ni marée et longs de 100 mètres pour les épreuves longues de plus de 500 mètres,,. Aussi, à Stockholm, les épreuves doivent obligatoirement se dérouler, comme à Londres pour l'édition précédente, dans un bassin de 100 mètres de long. L'idée est aussi de poursuivre l'entreprise de rationalisation et d'uniformisation des compétitions de natation. Stockholm dispose certes de plusieurs bassins mais un seul, l'un des trois du grand complexe de bains de Strömbadet atteint les 33,33 mètres de long, trop court donc,,.
Il est donc décidé d'en aménager un, spécialement pour les Jeux,,. Divers lieux sont envisagés : la station balnéaire de Saltsjöbaden, à une quinzaine de kilomètres au nord de la capitale suédoise ainsi que les lacs Mälar et Råsunda. Cependant, à chaque fois, l'éloignement du cœur des compétitions olympiques est considéré trop important,. C'est finalement la petite baie de Djurgårdsbrunnsviken, abritée des courants, au cœur de la capitale suédoise et proche des autres principaux sites sportifs, dont le stade olympique, qui est choisie,,. L'eau y est moins claire mais moins salée qu'à Saltsjöbaden. Djurgårdsbrunnsviken offre aussi la possibilité d'installer facilement les tribunes pour le public ainsi que les plateformes pour le plongeon,. Une objection est cependant soulevée : l'installation ne pourrait qu'être temporaire. La ville avait en effet commencé à urbaniser le quartier et un bassin sportif ne faisait pas partie du projet. Les travaux d'aménagement urbain sont même retardés pour permettre aux Jeux de se dérouler.

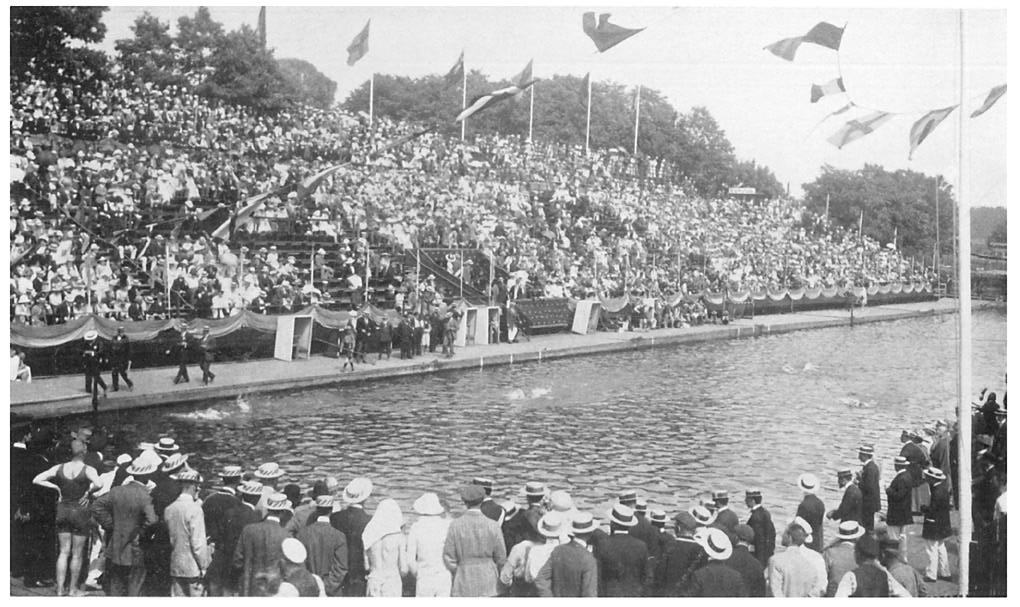
La piscine des Jeux olympiques : nageurs dans l'eau ainsi que sur les plages entourant le bassin, avec les juges-arbitres ; les tribunes remplies de spectateurs, au centre, la loge royale.

En novembre 1910, les plans de l'installation sont proposés par l'architecte et chef de chantier S. D. Larsson. Le comité d’organisation des épreuves aquatiques les approuve et nomme un sous-comité de construction, dirigé par Erik Bergvall et dont Torsten Kumfeldt et l'architecte Larsson sont membres,. Une fois le financement approuvé, fin 1911, les travaux sont réalisés en six semaines.
Le bassin est adossé à l'ouest au bord de l'eau au fond de la baie. Il est entouré d'une plage en planches, posée sur des pieux enfoncés dans le sol au fond de l'eau. Cette plage artificielle se trouve à peu près à 30 centimètres au-dessus de la surface de l'eau. Des planches sont aussi plantées verticalement au niveau de la ligne de départ et de l'autre côté du bassin, afin de permettre les virages. Le bassin mesure 100 mètres de long sur 20 mètres de large. Sa profondeur a été prévue pour que nulle part un homme n'ait pied. Cela pose problème à l'ouest, près du bord de l'eau. Il faut alors creuser et enlever près de 400 mètres cubes d'argile. Une couche de sable est ensuite déposée au fond pour que l'eau reste claire,. Cependant, d'après les nageurs, l'eau est « jaunâtre-brunâtre », « pas très engageante », pas très propre et « lourde ».
Le périmètre extérieur est délimité par une barrière sur terre et par un barrage flottant sur l'eau. Les spectateurs ne peuvent accéder qu'à deux endroits : soit à travers l'arboretum du jardin public, depuis la Strandvägen, à l'ouest, soit de l'autre côté, à l'est, depuis la Laboratoriegatan. Les tribunes principales sont érigées sur l'eau, le long de la berge, posées sur une série de pieux enfoncés profondément dans l'argile du fond de la baie. Elles sont divisées en six sections verticales par des escaliers installés tous les trois mètres et en deux par une travée horizontale large de 2 mètres. La partie basse comprend 2 700 places assises sur 17 rangs. Le premier rang est à 1,5 mètre au-dessus de l'eau. La partie haute peut accueillir 1 000 spectateurs debout, appuyés sur des rambardes. Au milieu de la tribune, dans la section du bas, est installée la loge royale, disposant de sa propre entrée ainsi que d'un petit foyer. Non loin est installée la tribune de presse : 150 sièges réservés dans le public. Un temps, les organisateurs ont craint de n'avoir pas assez prévu de place pour les journalistes. Finalement, tous les journalistes accrédités ne sont pas venus chaque jour, permettant même d'accueillir des reporters qui n'avaient des passes que pour le stade d'athlétisme. Les spectateurs accèdent aux tribunes depuis la berge par un large escalier qui aboutit à une plateforme où sont installées les buvettes et des cabines téléphoniques. De là, deux autres escaliers mènent aux tribunes, avec des accès différents pour les places assisses et les places debout. Le nombre relativement élevé et inattendu de nageurs oblige à la construction dans le dernier mois avant les épreuves d'une tribune supplémentaire, de l'autre côté du bassin, uniquement pour les athlètes et leurs entraîneurs. Elle est construite sur trois barges louées pour l'occasion et augmente le coût de construction du bassin.
L'espace créé sous les tribunes est aménagé pour accueillir les nageurs et nageuses et les juges-arbitres ainsi que les journalistes. Y sont installés vingt vestiaires, un par nation participante prévue par les organisateurs ; deux salles de repos et de convivialité, avec une cuisine : une pour les nageuses, une pour les nageurs ; trois salles de réunion pour les juges-arbitres ; une salle de presse ; une salle de télégraphie ; une réserve et les toilettes.

### Finances
Le comité financier général n'approuve pas les dépenses proposées par le comité d’organisation des épreuves aquatiques, considérant que des tribunes pouvant accueillir 4 000 spectateurs sont trop ambitieuses et suggère de se contenter de tribunes de 1 500 places. Le comité d'organisation des épreuves de natation finit par avoir gain de cause sur la taille des tribunes tandis que le comité financier réussit à imposer une limite de 31 340 couronnes aux dépenses tout en exigeant que les membres du sous-comité de construction, Bergvall, Kumfeldt et Larsson, s'engagent à couvrir sur leur fortune personnelle toutes les pertes si la vente des billets ne couvrait pas les sommes engagées. Ainsi, le comité financier verse directement 6 600 couronnes plus 10 000 d'avances sur recettes. Le reste (14 740 couronnes) doit être couvert par les membres du sous-comité qui seraient remboursés sur les éventuelles recettes des droits d'entrée. Bergvall, Kumfeldt et Larsson avaient eux-mêmes estimé le coût d'organisation à 31 340 couronnes lorsqu'ils avaient déposé leur projet le 2 octobre 1911,. La tribune supplémentaire construite début juillet 1912 fait grimper le coût de la construction des installations à 39 157 couronnes. Le comité financier général accepte de la financer, calculant qu'une tribune spécifique pour les athlètes et le staff permettrait de vendre plus de billets pour le public, compensant donc le surcoût.
Les préventes des tickets commencent le 18 février 1912. Ne sont d'abord vendus que des passes pour la durée des Jeux, donnant accès à la cérémonie d'ouverture, à toutes les épreuves à la piscine olympique et à la cérémonie de clôture. En fonction de l'emplacement dans les tribunes, le prix du passe varie de 20 à 50 couronnes. En plus des passes, le public peut acheter des billets à la journée, pour le jour même, à l'entrée du stade aquatique. Les prix varient d'une à vingt-cinq couronnes,,. Le salaire horaire d'un ouvrier suédois en 1912 est de 0,42 couronne. Si les spectateurs ne sont pas tout à fait au rendez-vous dans le stade olympique, parfois peu rempli, les épreuves de natation au contraire sont un succès. Au total, les compétitions de natation attirent 48 560 spectateurs payants : 14 040 pour les épreuves le matin et 34 520 pour les épreuves du soir,. Il est probable que les finales de natation se déroulant le soir, après les épreuves d'athlétisme au stade olympique, une partie des spectateurs assiste aux deux.
Finalement, le coût total des épreuves olympiques aquatiques (comprenant aussi les épreuves de plongeon et de water-polo), entre la construction des tribunes et l'organisation proprement dite est de 57 843 couronnes et 98 øre, sur un total d'environ 2,5 millions de couronnes pour l'ensemble des Jeux. Les recettes proviennent principalement de la vente des tickets (69 287 couronnes et 50 øre) mais aussi des programmes (1 005 couronnes et 70 øre) pendant les Jeux ; de diverses activités annexes : organisation des éliminatoires (2 122 couronnes et 74 øre) et d'une fête de la jeunesse (2 040 couronnes et 92 øre). Enfin, dès la fin des compétitions, la structure temporaire est démontée et les matériaux de construction revendus ainsi que tout le matériel qui reste (6 342 couronnes et 70 øre),. L'organisation des épreuves aquatiques rapporte au total 80 799 couronnes et 56 øre. Le bénéfice est de 23 212 couronnes et 88 øre. Le comité financier est remboursé de son avance sur recettes de 10 000 couronnes ; les membres du sous-comité de construction sont remboursés de leurs avances sur recettes de 14 740 couronnes. Le reste est partagé par moitié (soit 11 606 couronnes et 44 øre chacun) entre le comité olympique suédois et le comité d’organisation des épreuves de natation qui reverse la somme à la fédération suédoise de natation.

### Règlement

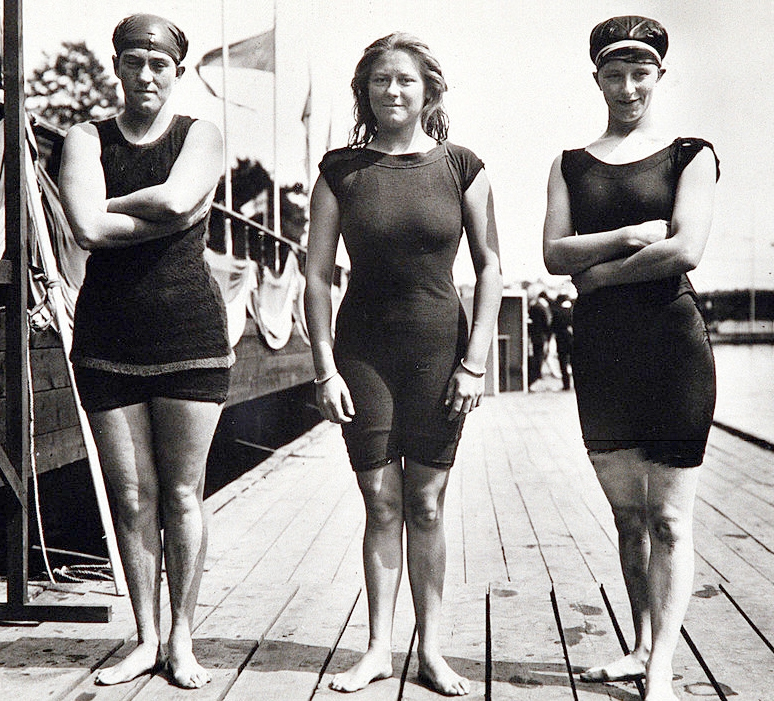
Les costumes de bain des nageuses montrent que le règlement n'est pas appliqué à la lettre : si la tenue de Mina Wylie, au centre, est réglementaire (bien que ses manches ne soient pas assez longues), ce n'est pas le cas pour celle de Fanny Durack, à gauche ou Jennie Fletcher à droite, qui n'ont pas de manches et sont trop ouvertes au niveau du cou.

Le règlement appliqué pour les épreuves des Jeux olympiques de Stockholm est celui de la FINA, la Fédération Internationale de Natation Amateure, sous le contrôle de la Svenska Simförbundet, l'Association suédoise de natation amateure,.
Les règles concernant l'amateurisme sont à nouveau, comme à Londres lors de l'édition précédente, très strictes. Pour être considéré amateur, il faut n'avoir jamais nagé une épreuve récompensée par de l'argent, et même n'avoir jamais parié de l'argent sur sa propre victoire, voire n'avoir jamais simplement parié sur le vainqueur, à une épreuve de natation ; n'avoir jamais enseigné (ou aidé à enseigner) la natation ; n'avoir jamais nagé en compétition ou en exhibition contre un adversaire qui n'aurait pas été un amateur (sauf dans le cas des compétitions militaires ou navales). Le règlement précise que l'interdiction d'avoir enseigné, ou d'avoir parié sur le vainqueur d'une épreuve, ne s'applique pas qu'à la natation : avoir enseigné, ou parié sur, un quelconque sport en général est interdit. De même, avoir été un professionnel dans un autre sport fait du sportif un professionnel en natation,,.
Les règles concernant les costumes de nage sont très strictes, d'autant plus que les compétitions accueillent des épreuves féminines. Les nageurs et nageuses doivent porter un caleçon dit de bain, large d'au moins six centimètres au niveau des hanches, sous leur costume de bain qui doit être noir ou bleu foncé. Les costumes des hommes peuvent descendre à cinq centimètres du cou ; ceux des femmes auraient dû être ras du cou. Les costumes des femmes auraient dû avoir des manches descendant de 7,5 centimètres depuis l'épaule. Un starter peut refuser à un nageur ou une nageuse le droit de prendre part à la course s'il considère sa tenue non conforme au règlement,. Lorsque des épreuves féminines pour les Jeux de Stockholm sont proposées par le Comité international olympique, il est un temps suggéré qu'elles portent des pantalons sous des jupes longues. Les maillots de compétition en natation, jusque-là uniquement masculins, sont en coton, en laine ou en soie, ou un mélange de ces matières. Le règlement de l'Amateur Swimming Association, adopté par la Fédération internationale de natation amateure et s'appliquant aux Jeux jusqu'en 1924, exige que les nageuses de plus de quatorze ans portent un long (jusqu'aux chevilles) manteau ou un long peignoir de bain en sortant des vestiaires jusqu'au bassin et immédiatement après être sorties de l'eau,. Les nageurs et nageuses porteraient des bonnets de différentes couleurs, fournis par les organisateurs avant la course,,.
La composition des séries est tirée au sort en amont de la compétition, mais la disposition dans le bassin est tirée au sort juste avant la course. Pour les séries éliminatoires, le tirage au sort se fait d'abord par nation afin d'éviter que des nageurs ou nageuses originaires du même pays se retrouvent dans la même série. Par contre, pour toutes les autres courses, seuls les résultats individuels sont pris en compte. Le nombre de nageurs ou nageuses par série est limité à six. Un numéro est attribué à chaque nageur ou nageuse, précisé dans le programme vendu au public et placé en évidence au-dessus de sa position de départ,. Le départ est donné par un coup de pistolet. Un faux départ résulterait en l'élimination du concurrent, sauf s'il reprenait sa place pour repartir. Mettre le pied au fond du bassin n'entraîne pas de disqualification, tant que le nageur ne marche pas. Par contre, gêner volontairement un autre concurrent résulterait en une disqualification. Les juges-arbitres peuvent décider de qualifier le nageur gêné pour le tour suivant ou, si c'est le cas, faire renager la finale. Il n'y a alors pas de lignes d'eau. Il faut en effet attendre les Jeux olympiques de 1924 pour voir apparaître les couloirs individuels matérialisés par des lignes de bouchons. En nage libre, le nageur ou la nageuse doit conserver la même technique tout au long de l'épreuve. Le virage, en nage libre et en dos, peut se faire à une ou deux mains. En brasse, virages et arrivée se font à deux mains. Lors des Jeux de Londres, les virages de dos devaient se faire à deux mains. En brasse, le mouvement des mains doit être simultané, vers l’arrière comme vers l'avant et les épaules doivent être alignées avec la surface de l'eau. Un mouvement de « side stroke » résulterait en une disqualification. Le règlement du dos évoque le départ dans l'eau, face au mur et la nécessité de réaliser toute la course sur le dos, sans autre détail. Pour le relais, si un nageur ou une nageuse plongeait avant que son coéquipier ou sa coéquipière touche le mur, l'équipe serait disqualifiée, à moins qu'il ou elle ne revienne au mur pour repartir. Un starter chargé de cette vérification est désigné pour chaque équipe de relais.

### Engagements
La date limite pour réaliser les engagements est fixée au 6 juin 1912, soit un mois tout juste avant le début des épreuves. Comme à Londres, lors de l'édition précédente, les inscriptions sont limitées à douze nageurs ou nageuses par nation et par épreuve individuelle ; pour le relais, une seule équipe de quatre nageurs ou nageuses (plus deux remplaçants ou remplaçantes) par pays. Au total, 27 nageuses et 161 nageurs venus de 17 nations s'engagent,. De nombreux forfaits (70 au total ; 23 rien que pour la France ou l'intégralité des trois nageurs de Bohême) sont enregistrés, uniquement chez les hommes : parfois car le nageur a un programme trop chargé ; parfois car le nageur est engagé dans un autre sport ; d'autres fois sans qu'on puisse en comprendre la raison. Pour sa part, la Commission Centrale de la natation de l'USFSA décide le 24 juin que les nageurs français, pourtant engagés depuis deux semaines, n'ont pas réalisé les minima qu'elle avait fixés. Considérant donc qu'ils ne pourraient faire bonne figure lors des Jeux, elle décide de n'envoyer aucun nageur. Seuls les joueurs de water-polo engagés aussi en natation peuvent concourir. C'est donc au total 27 nageuses et 94 nageurs qui participent réellement aux épreuves de natation. Il s'agit alors du plus grand nombre de participants et participantes à une compétition internationale de natation. Au total, ces 188 nageurs et nageuses sont inscrits à 316 courses. Le nombre de départs effectivement pris est de 223, soit 29,4 % de forfaits, un taux relativement élevé : seuls la lutte (36 %) et l'athlétisme (33,9 %) font moins bien. Le taux général de forfaits est de 23,3 % sur l'ensemble des épreuves des Jeux.
Plusieurs pays se posent la question d'envoyer ou non des nageuses aux Jeux. Ainsi, la délégation australasienne (combinant Australie et Nouvelle-Zélande) ne devait pas comprendre de femmes. Les deux amies, et rivales, Fanny Durack et Mina Wylie sont originaires de la Nouvelle-Galles du Sud et cet État australien interdit aux femmes de concourir dans des épreuves auxquelles des hommes assisteraient. Un autre argument avancé est que la fédération ne disposerait de fonds que pour envoyer la délégation masculine à Stockholm. L'opinion publique se mobilise pour les deux femmes, obtenant le changement du règlement et organisant une souscription pour leur payer le voyage. Mary Durack, sœur de Fanny Durack, fait office de chaperon,,,,,. La délégation des six nageuses britanniques à Stockholm est accompagnée de deux « chaperons » : Mesdames Holmes et Clara Jarvis, en fait toutes les deux entraîneuses de natation. Et dans le cas de Clara Jarvis, c'est même l'entraîneuse personnelle de Jennie Fletcher qui accompagne sa nageuse aux Jeux,. De son côté, le Comité olympique des États-Unis, dirigé par James Edward Sullivan, refuse d'envoyer des femmes à toutes les épreuves olympiques, natation comprise. Sullivan, comme Coubertin, considère qu'il est immoral pour les femmes de faire du sport, puisque leur corps serait exposé aux regards. Cependant, ce point de vue, minoritaire en 1912, est contrebalancé par l'idée que puisque la natation se déroule principalement sous l'eau, le corps des nageuses est donc caché aux regards. Celles-ci n'ont donc plus qu'à se comporter de « façon décente » hors de l'eau.
| - Afrique du Sud (1 nageur) - Allemagne (4 nageuses et 16 nageurs dont 3 forfaits) - Australasie (2 nageuses et 7 nageurs) - Autriche (5 nageuses et 11 nageurs dont 8 forfaits) - Belgique (1 nageuse et 5 nageurs dont 1 forfait) - Bohême (3 nageurs tous forfaits) - Canada (1 nageur) - Danemark (1 nageur) - États-Unis (15 nageurs dont 8 forfaits) - Finlande (2 nageuses et 4 nageurs) |  |  | - France (26 nageurs mais 23 forfaits) - Grande-Bretagne (6 nageuses et 15 nageurs dont 3 forfaits) - Grèce (2 nageurs dont 1 forfait) - Hongrie (16 nageurs dont 7 forfaits) - Italie (6 nageurs dont 4 forfaits) - Norvège (1 nageuse et 4 nageurs) - Russie (8 nageurs dont 4 forfaits) - Suède (6 nageuses et 20 nageurs dont 2 forfaits) |

Le calendrier des épreuves est conçu de manière à permettre à des athlètes engagés dans des sports différents de la natation (en athlétisme par exemple) de concourir à toutes leurs épreuves.

## Déroulement
Deux tableaux d'informations à destination du public sont prévus. Le premier annonce l'épreuve et les nageurs ou nageuses de chaque série. Le second affiche les résultats des courses, dans l'ordre d'arrivée, avec le temps réalisé. De plus, avant chaque série, son numéro et sa composition sont annoncés au mégaphone en suédois puis en allemand et en anglais.
Chaque épreuve est organisée en séries éliminatoires, parfois un deuxième tour, deux demi-finales puis une finale. Pour éviter le fiasco des séries à un seul concurrent en raison des nombreux abandons et forfaits lors des Jeux de Londres, il est décidé de regrouper les séries incomplètes. Ce système nouveau perturbe un peu les nageurs et le 100 mètres nage libre masculin est marqué par quelques incidents. Les deux premiers de chaque série et le meilleur troisième seraient qualifiés pour le tour suivant. En cas d'égalité, les nageurs ou nageuses seraient tous qualifiés pour le tour suivant. Si l'égalité avait lieu en finale, les nageurs ou nageuses concernés nageraient à nouveau,.

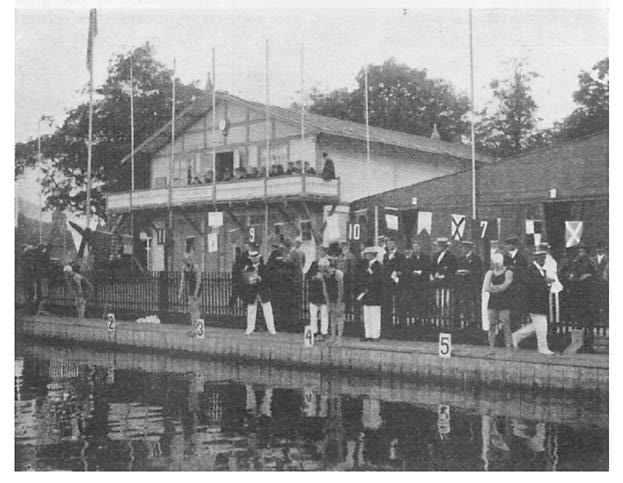
Avant le départ d'une épreuve masculine : les nageurs sont placés à côté du numéro de leur « ligne d'eau » ; derrière eux, le numéro qui leur a été attribué pour l'ensemble des épreuves ; autour d'eux, les divers officiels.

Les nageurs ou nageuses sont organisés par le starter et ses assistants sur la plage de départ en fonction du tirage au sort. Quand les divers juges (de nage et de virage) sont en place, le starter donne ses ordres aux nageurs ou nageuses en suédois. Il commence par un « På Edra Platser » (« À vos places ») ; il passe derrière eux ou elles, vérifie que tout va bien ; il donne l'ordre final « Färdiga » (« À vos marques ») ; il tire alors en l'air le signal de départ, entre deux et trois secondes après son « À vos marques ». Si un nageur ou une nageuse tombe à l'eau avant le coup de feu, un nouveau départ est donné, avec tous ou toutes. Cependant, si l'un ou l'une a les pieds (ou les mains pour le dos) qui ont quitté la plage au moment du start, alors, il est considéré qu'il ou elle a fait un faux-départ, la course n'est pas arrêtée, mais le nageur ou la nageuse est disqualifié. Les chronométreurs déclenchent le décompte du temps quand ils voient la fumée du pistolet.
Les chronométreurs sont responsables de leur montre et de son entretien. Leur nombre varie en fonction des épreuves. Il faut trois preneurs de temps pour le vainqueur ; deux pour les deuxième et troisième chacun. Lorsqu'ils sont prêts, ils le signalent au starter qui peut alors commencer la procédure de départ. Ils déclenchent leur montre quand ils voient la fumée du pistolet de start. Ils l'arrêtent au signal du juge d'arrivée qui baisse son drapeau rouge et fait une annonce verbale. Quand deux chronométreurs donnent deux temps différents, le moins bon est conservé. Quand il y a trois chronométreurs, si deux donnent le même temps, celui-ci est conservé ; si les trois donnent des temps différents, on fait la moyenne. Les décisions finales du juge d'arrivée (aidé de ses adjoints) quant à l'ordre d'arrivée sont ensuite dictées aux secrétaires.
Pour les épreuves longues (uniquement masculines), des juges sont désignés pour compter les longueurs. Ils sont placés du côté opposé à l'arrivée et disposent d'un système annonçant au nageur combien de longueurs il lui reste à parcourir (donc toujours un nombre impair). Une cloche est agitée au-dessus de chaque nageur quand il ne lui reste qu'une longueur.

### Épreuves masculines
Le programme masculin est, pratiquement, le même que lors des Jeux précédents : en nage libre : 100, 400 et 1 500 mètres et un relais 4 × 200 mètres, en dos : 100 mètres ; en brasse le même 200 mètres qu'à Londres auquel est ajouté un 400 mètres demandé lors du bilan des Jeux précédents,,.

#### 100 mètres nage libre masculin
| Rang | Pays | Nom             | Temps       |
| ---- | ---- | --------------- | ----------- |
| 1    |      | Duke Kahanamoku | 1 min 3 s 4 |
| 2    |      | Cecil Healy     | 1 min 4 s 6 |
| 3    |      | Kenneth Huszagh | 1 min 5 s 6 |
| 4    |      | Kurt Bretting   | 1 min 5 s 8 |
| 5    |      | Walter Ramme    | 1 min 6 s 4 |

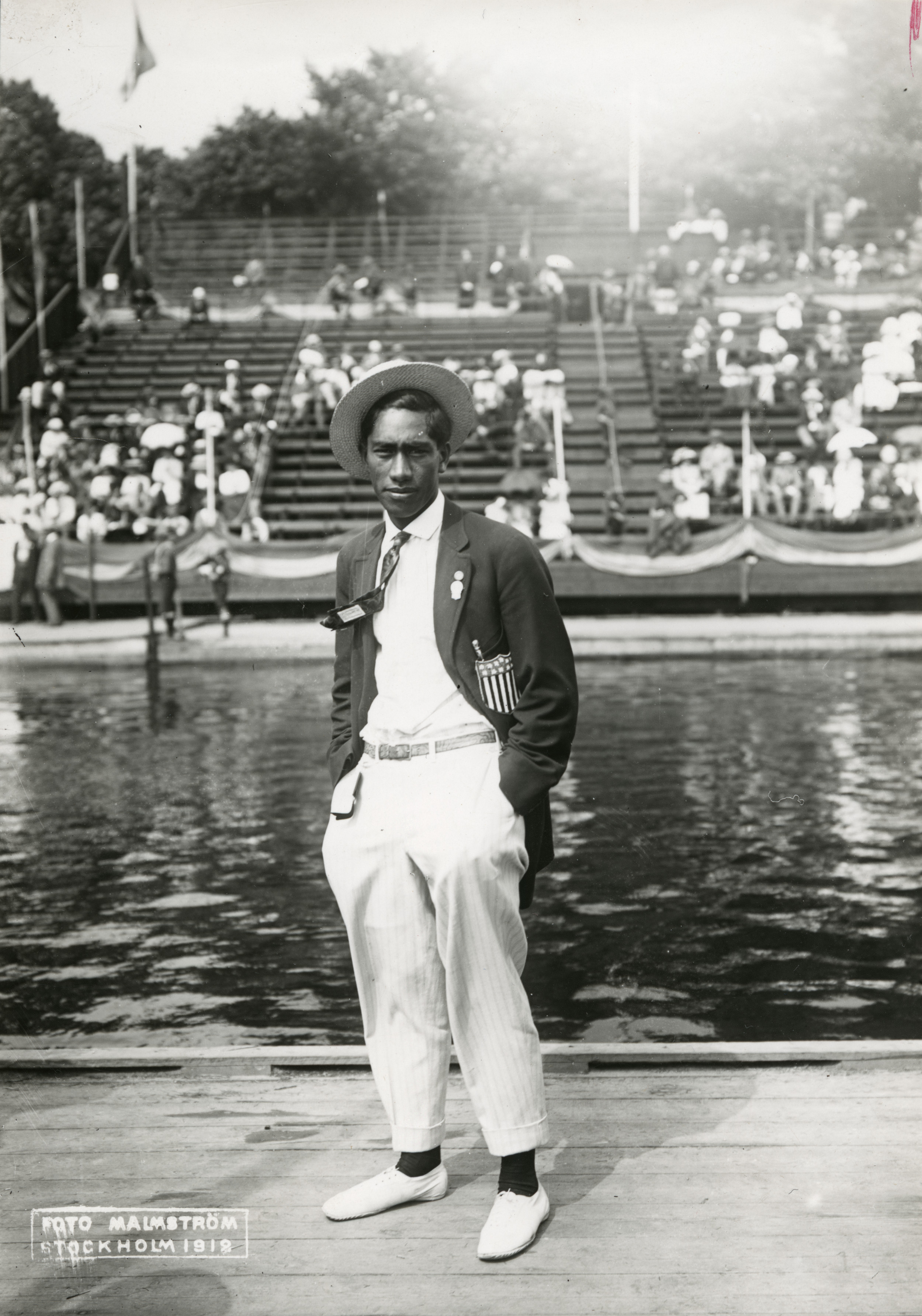
Duke Kahanamoku, champion olympique du 100 mètres nage libre masculin, devant la piscine de Stockholm.

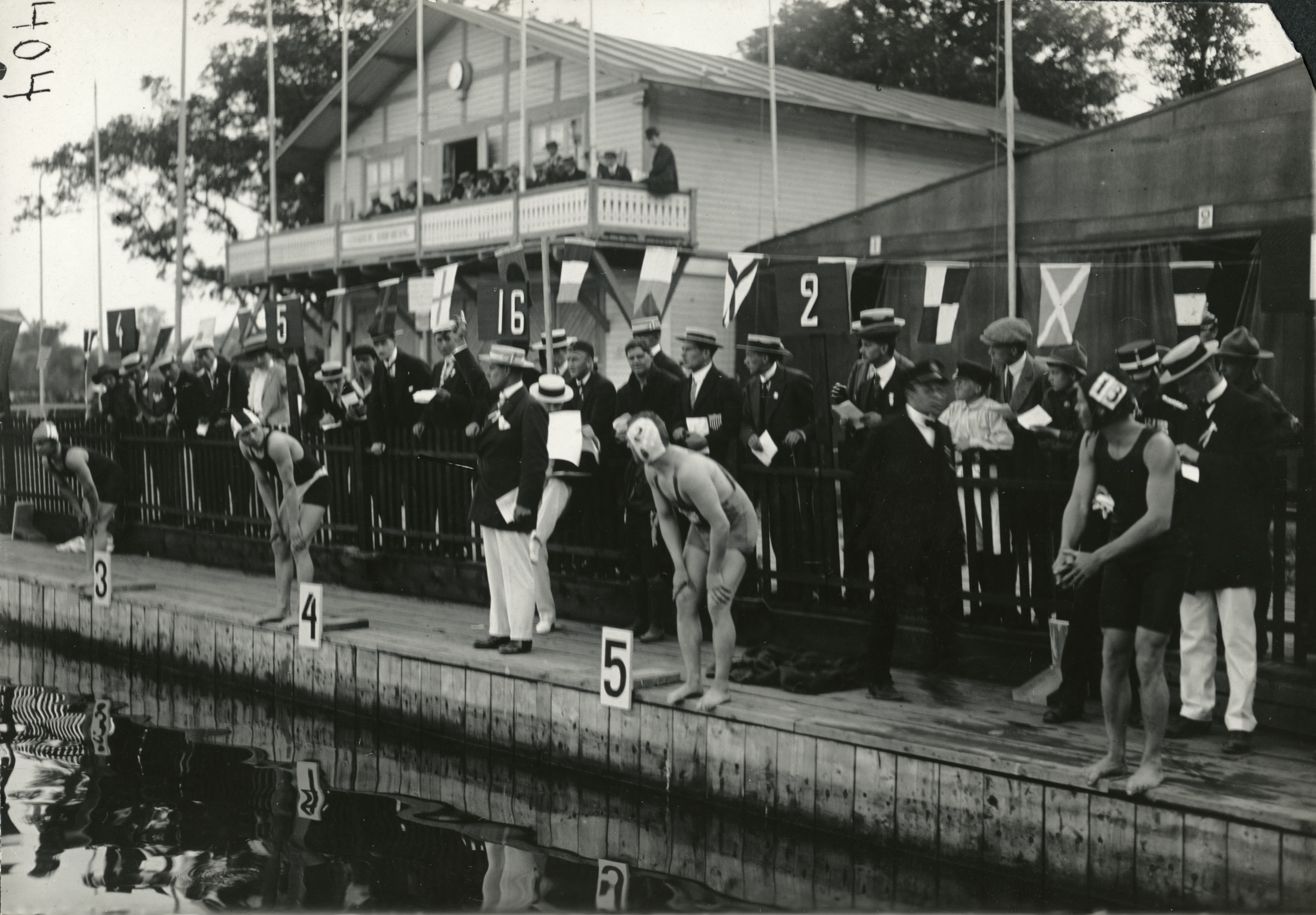
Départ d'une des séries du 100 mètres nage libre masculin.

Le tenant du titre Charles Daniels est, jusqu'en avril 1912, aussi détenteur du record du monde. Il a cependant mis un terme à sa carrière et ne participe pas aux Jeux. Le favori est alors l'Allemand Kurt Bretting : il vient tout juste de battre le record de Daniels. Cependant, les performances de l'Américain Duke Kahanamoku sont mal connues : Hawaïen, il est loin des bassins continentaux.
Initialement, le programme prévoit onze séries éliminatoires le samedi 6 juillet à 19 h ; puis quatre séries de deuxième tour, le lendemain dimanche 7 juillet à 13 h 30 suivies des deux demi-finales, le même jour à 20 h. La finale est supposée se dérouler le lundi 8 juillet à 20 h.
Huit séries éliminatoires, et non onze comme prévu, ont lieu le samedi soir après la cérémonie d'ouverture. Les séries sont très rapides dans l'ensemble, avec pas moins de six nageurs en dessous des 1 min 6 s dont quatre qui nagent plus vite que le record olympique de Daniels : Duke Kahanamoku en 1 min 2 s 6, Perry McGillivray en 1 min 4 s 8, Cecil Healy et William Longworth en 1 min 5 s 2. L'Hawaïen domine ces séries en établissant même un nouveau record du monde en bassin de 100 mètres,. Son style de nage libre se rapproche de plus en plus du crawl. Une bonne partie de sa propulsion vient du battement de pied, plante du pied vers le haut, qui part de la cheville et non de la hanche ou du genou : ainsi, son battement est efficace à la descente comme à la montée.
La réorganisation des séries du premier tour entraîne une confusion entre le deuxième tour et les demi-finales dans l'esprit de certains nageurs. Ainsi, l'Italien Mario Massa ne se présente pas au deuxième tour et est déclaré forfait quand les trois nageurs américains qualifiés à l'issue du deuxième tour (Kenneth Huszagh, Duke Kahanamoku et Perry McGillivray) ne se présentent pas aux demi-finales croyant être déjà qualifiés pour la finale,,,. Ils se présentent en fait directement à l'heure de la finale le lundi 8 juillet à 20 h. Une réclamation est posée et une réunion en urgence du jury international de la natation est convoquée. Les représentants des délégations britannique et allemande demandent un strict respect du règlement. Les nageurs australiens Cecil Healy, qui aurait pu voir s'ouvrir devant lui un boulevard jusqu'au titre olympique, et William Longworth annoncent que si les Américains n'étaient pas autorisés à concourir, ils déclareraient eux aussi forfait,. Le jury décide alors d'organiser une « troisième » demi-finale avec les trois nageurs américains et le nageur italien Massa. Une condition est posée : ne seraient qualifiés en finale que les deux premiers nageurs s'ils réalisaient un meilleur temps que le troisième de la première demi-finale (donc William Longworth en 1 min 6 s 2). Cette course supplémentaire est fixée au mardi 9 juillet,,.
Dans les deux premières demi-finales tronquées, les quatre nageurs présents sont de fait qualifiés pour la finale. Pourtant, ils réalisent tous d'excellents temps. La « troisième » demi-finale est très disputée, en raison des exigences du jury. Duke Kahanamoku s'impose facilement, en 1 min 2 s 4, nouveau record du monde en bassin de 100 mètres, et donc nouveau record olympique. Huszagh et McGillivray nagent tous les deux en 1 min 6 s 2 mais Huszagh devance son compatriote d'une main pour entrer en finale. L'Italien Massa abandonne la course,,,.
La finale qui devait se dérouler le lundi 8 juillet à 20 h est donc repoussée au mercredi 10 juillet. L'Australien William Longworth qui souffrait déjà d'un abcès purulent à l'oreille lors des demi-finales est forfait : il est à l'hôpital,,,. L'Allemand Kurt Bretting, nerveux, cause un faux-départ. Après un second départ sans encombre, les cinq hommes restent au coude à coude toute la première moitié du bassin. Seulement alors, l'Américain Duke Kahanamoku produit son effort et se détache petit à petit. L'Australien Cecil Healy semble distancé. Il réalise un sprint final qui lui assure la deuxième place sur le podium. Un dixième de seconde et à peine dix centimètres séparent le troisième, l'Américain Huszagh, et le quatrième, l'Allemand Bretting,,,. L'équipe allemande porte réclamation contre Huszagh qui aurait gêné Bretting, l'empêchant d'accéder au podium. Elle est rejetée par le jury.

#### 400 mètres nage libre masculin
| Rang | Pays | Nom             | Temps        |            |
| ---- | ---- | --------------- | ------------ | ---------- |
| 1    |      | George Hodgson  | 5 min 24 s 4 | (RM et RO) |
| 2    |      | Jack Hatfield   | 5 min 25 s 8 |            |
| 3    |      | Harold Hardwick | 5 min 31 s 2 |            |
| 4    |      | Cecil Healy     | 5 min 37 s 8 |            |
| 5    |      | Béla Las-Torres | 5 min 42 s   |            |

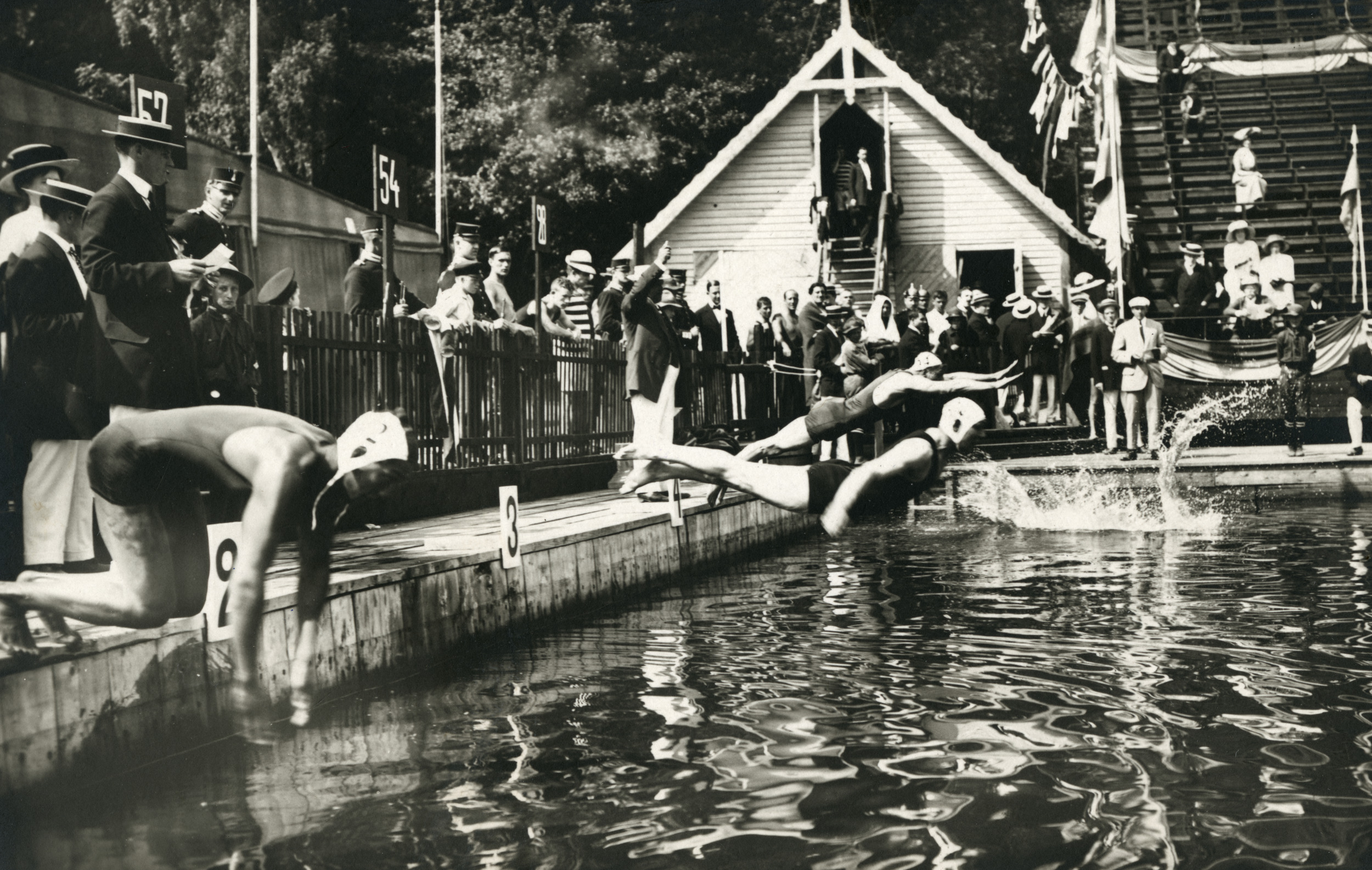
Départ d'une des séries du 400 mètres nage libre hommes.

Le recordman du monde Frank Beaurepaire (et médaillé d'argent sur la distance à Londres) ne peut participer aux Jeux de 1912 car il a perdu son statut d'amateur l'année précédente pour avoir donné des conférences payantes à propos de la natation et du sauvetage.
Initialement, le programme prévoit onze séries éliminatoires réparties le jeudi 11 juillet : les huit premières à 12 h 10 et les trois dernières à 19 h mais, en raison du grand nombre de forfaits (43 nageurs sur les 69 engagés), seulement six se déroulent. De même, les quatre séries du deuxième tour prévues pour le lendemain, vendredi 12 juillet à midi, sont annulées et les nageurs vont directement en demi-finales le samedi 13 juillet à 19 h. La finale a lieu comme prévu le lendemain dimanche 14 juillet à 19 h.
Le record olympique (5 min 36 s 8 établi à Londres par Henry Taylor) est amélioré par cinq nageurs lors des séries et l'Australien (sous les couleurs de l'Australasie) Cecil Healy établit un record du monde en bassin de 100 mètres en 5 min 34 s. Les demi-finales sont très rapides. Le Canadien George Hodgson améliore les records olympique et du monde de près de 9 secondes en 5 min 25 s 4 tandis que le Britannique Jack Hatfield et l'Australien Harold Hardwick nagent aussi sous ces marques mondiales,,.
Ces trois hommes se retrouvent, avec des temps assez similaires sur les trois marches du podium. Si, en finale, le Canadien George Hodgson prend la tête immédiatement, l'Australien (sous les couleurs de l'Australasie) Harold Hardwick reste bien au contact et les deux hommes virent pratiquement ensemble à mi-distance. Le Britannique Jack Hatfield accélère dans la seconde partie de la course et aux trois cents mètres a rejoint Hardwick. Il talonne le Canadien dans la dernière longueur mais ne peut le rattraper, même si l'écart est minime entre les deux hommes. Hodgson améliore de plus ses propres records olympique et du monde en bassin de 100 mètres en 5 min 24 s 4. Hardwick tente un retour avec un sprint final mais ne peut finir que sur la troisième marche du podium. L'autre Australien Cecil Healy et le Hongrois Béla Las-Torres n'ont pas semblé aux observateurs au meilleur de leur forme et se contentent des places d'honneur,.

#### 1 500 mètres nage libre masculin
| Rang | Pays | Nom              | Temps         |            |
| ---- | ---- | ---------------- | ------------- | ---------- |
| 1    |      | George Hodgson   | 22 min        | (RM et RO) |
| 2    |      | Jack Hatfield    | 22 min 39 s   |            |
| 3    |      | Harold Hardwick  | 23 min 15 s 4 |            |
| 4    |      | Malcolm Champion | abandon       |            |
| 5    |      | Béla Las-Torres  | abandon       |            |

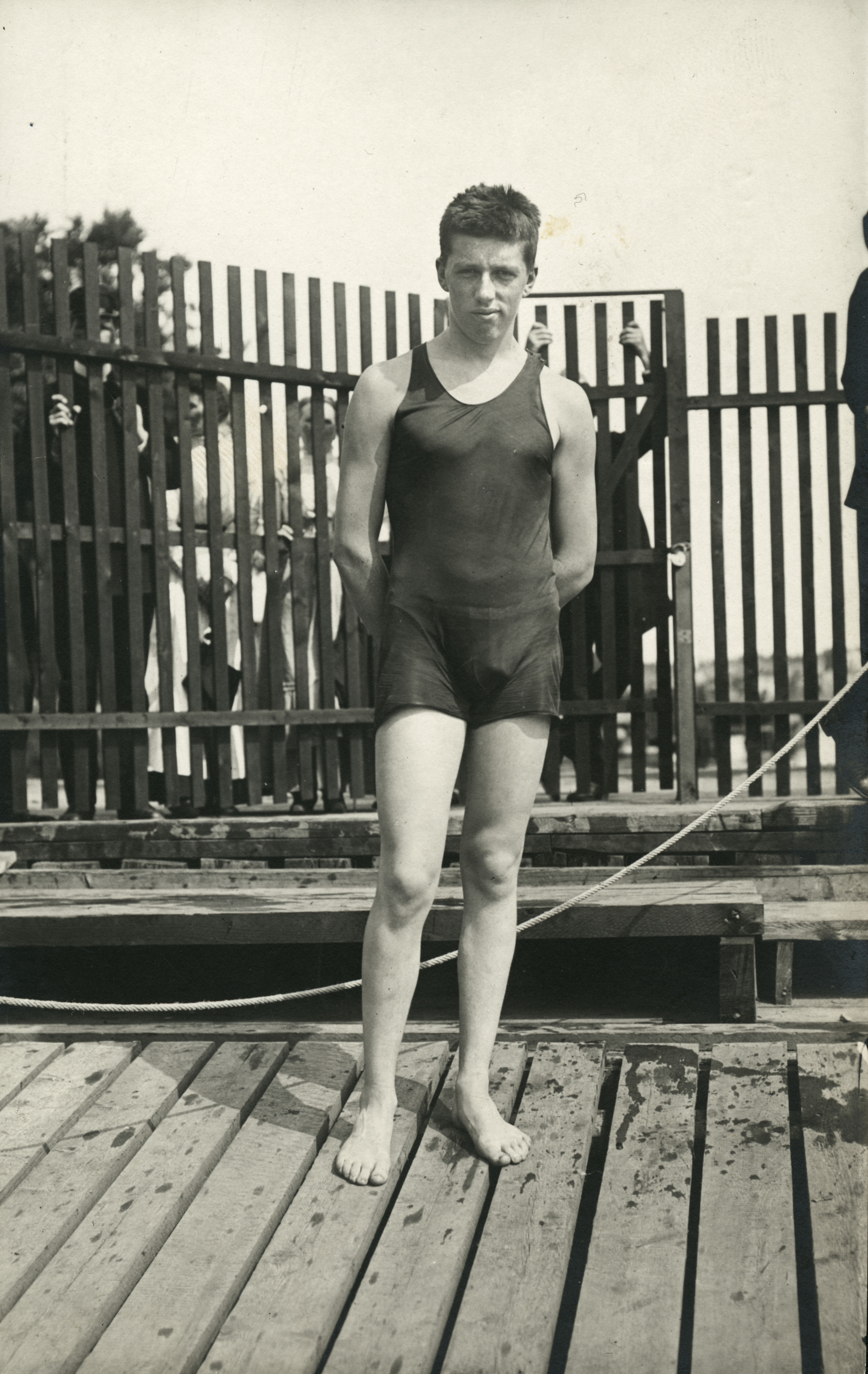
Le champion olympique canadien George Hodgson.

Initialement, le programme prévoit huit séries éliminatoires réparties sur deux jours : deux le samedi 6 juillet à 19 h 45, quatre le dimanche 7 juillet à 14 h 15, les deux dernières ce même dimanche à 20 h 20. Le deuxième tour est supposé avoir lieu le lundi 8 juillet : deux séries à 12 h 40 puis deux autres à 19 h 45. Les deux demi-finales sont prévues le mardi 9 juillet à 12 h 35 et la finale le lendemain mercredi 10 juillet à 19 h 50. En raison du nombre de forfaits, vingt-neuf dont onze des douze nageurs français engagés, seulement cinq séries se déroulent (trois samedi 6 juillet à 19 h et deux 7 juillet à 20 h 20). Le second tour est annulé. Les nageurs sont qualifiés pour les demi-finales qui se déroulent au jour et à l'heure prévue, comme la finale. Les courses sont aussi émaillées de nombreux abandons : ainsi, la finale se termine avec seulement les trois nageurs du podium,.
Le vainqueur aux Jeux de Londres et recordman du monde (établi à cette occasion), le Britannique Henry Taylor, est présent à Stockholm pour essayer de conserver son titre. Il sait cependant qu'il aura fort à faire avec le Canadien George Hodgson. Son compatriote Jack Hatfield pourrait aussi se révéler un adversaire coriace. De fait, Hodgson améliore le record du monde de vingt-cinq secondes dès les séries, Taylor n'étant qualifié qu'au titre du meilleur troisième. La première demi-finale fait office de finale avant l'heure. Les quatre meilleurs nageurs du monde s'y affrontent : Hodgson, Hatfield, Taylor et l'Australien Harold Hardwick. Le triple médaillé d'or de Londres, Taylor, est éliminé. Les trois autres partent constituer le podium olympique,.
Le Canadien Hodgson ne laisse aucune chance à ses concurrents lors de la finale. Il part sur un rythme soutenu et prend la tête et le large dès la première longueur. Au premier virage, il a dix mètres d'avance sur l'Australien Hardwick quand au deuxième virage, il devance le Britannique Hatfield, qui a pris la deuxième place, de vingt-cinq mètres. Hatfield ne rattrape pas Hodgson, mais distance peu à peu Hardwick. Le rythme est trop soutenu pour le Hongrois Béla Las-Torres, qui abandonne aux cinq cents mètres, puis pour l'autre Australien Malcolm Champion qui abandonne aux six cents mètres. Hodgson touche aux 1 500 mètres en 22 min, nouveaux records olympique et du monde. Il devance Hatfield de quarante mètres et Hardwick de près de quatre-vingt-dix mètres,. Il gagne aussi la Coupe Brunetta,.
George Hodgson passe aux mille mètres en 14 min 37 s, établissant un record mondial de la distance. Il ne s'arrête pas au bout de l'épreuve ; il poursuit son effort jusqu'au mile (1 609 mètres). Il a, en effet, décidé de profiter des Jeux pour en battre le record du monde et a prévenu les juges-arbitres. Il en améliore la marque mondiale en réalisant 23 min 34 s 2,,,.

#### Relais 4 fois200 mètres nage libre masculin(800 mètres par équipe)

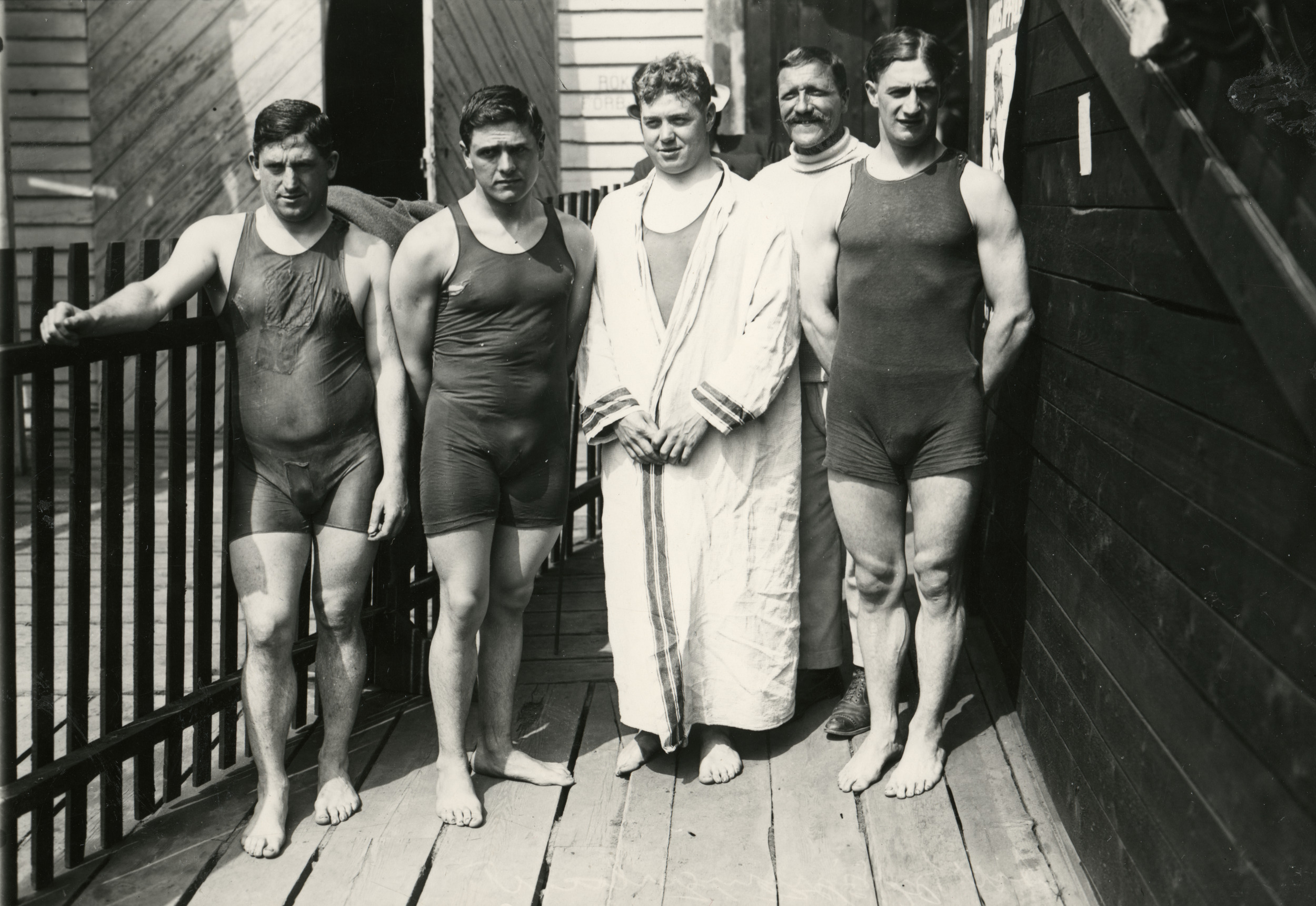
Le relais australasien victorieux : Cecil Healy, Malcolm Champion, Leslie Boardman, Harold Hardwick et un entraîneur.

Alors que seulement cinq équipes sont engagées et qu'il y a cinq places en finale, deux séries non éliminatoires ont quand même lieu, faisant aussi office de demi-finales non éliminatoires, le vendredi 12 juillet à 19 h. La finale, où pratiquement les mêmes équipes et les mêmes nageurs se retrouvent, se déroule le lundi 15 juillet à 12 h 45, juste après le relais féminin,.
Le record du monde ainsi que le record olympique ont été établis lors des Jeux olympiques de 1908, en 10 min 55 s 6 par le relais britannique. Ils sont battus à l'occasion des deux séries et de la finale,,.
| Rang | Pays                                                                            | Temps         |          |
| ---- | ------------------------------------------------------------------------------- | ------------- | -------- |
| 1    | Australasie (Cecil Healy, Malcolm Champion, Leslie Boardman, Harold Hardwick)   | 10 min 11 s 6 | RM et RO |
| 2    | USA (Kenneth Huszagh, Harry Hebner, Perry McGillivray, Duke Kahanamoku)         | 10 min 20 s 2 |          |
| 3    | Grande-Bretagne (William Foster, Thomas Battersby, Jack Hatfield, Henry Taylor) | 10 min 28 s 2 |          |
| 4    | Allemagne                                                                       | 10 min 37 s   |          |
| DNS  | Hongrie                                                                         | forfait       |          |

Dans la première série, les nageurs américains (dans l'ordre Kenneth Huszagh, Duke Kahanamoku, Perry McGillivray, Harry Hebner) prennent immédiatement la tête de la course pour ne plus la lâcher. Le dernier relayeur, le dossiste Hebner, perd un peu des vingt mètres d'avance que lui avaient assurés ses coéquipiers. Le relais américain s'impose en 10 min 26 s 4, battant les records olympique et monde. Les deux premiers relayeurs hongrois avaient installé leur équipe en deuxième place, mais de peu. Au deuxième passage de relais, les deux équipes sont au coude à coude. La lutte serrée entre les deux derniers relayeurs Las-Torres et Taylor explique peut-être aussi leur remontée sur le nageur américain. Les Hongrois (László Beleznai, Imre Zachár, Alajos Kenyery, Béla Las-Torres) terminent deuxième en 10 min 34 s 6, devant les Britanniques (William Foster, Thomas Battersby, Jack Hatfield, Henry Taylor) en 10 min 39 s 4. La seconde série est à sens unique. Les nageurs australasiens (Harold Hardwick, Malcolm Champion, Leslie Boardman, Cecil Healy) prennent immédiatement le large et chaque longueur accentue l'écart avec l'équipe allemande. Les Australasiens battent à leur tour les records olympique et du monde en 10 min 14 s, loin devant les Allemands (Oskar Schiele, Georg Kunisch, Kurt Bretting, Max Ritter) qui se contentent de 10 min 42 s 2,,.
Pour la finale, l'équipe hongroise est forfait. Les autres équipes alignent les mêmes nageurs qu'en séries ; l'ordre de départ étant simplement modifié. Les deux premiers relayeurs australasiens (Healy et Champion) et américains (Huszagh et Hebner) nagent au coude à coude, suivis des nageurs allemands. L'équipe australasienne se détache alors doucement juste avant le passage de relais tandis que l'équipe britannique double l'équipe allemande pour prendre la troisième place. Duke Kahanamoku, dernier relayeur, n'arrive pas à rattraper le retard de l'équipe américaine. Les Australiens s'imposent avec quinze mètres d'avance sur les Américains, eux-mêmes dix mètres devant les Britanniques qui ne devancent les Allemands que de cinq mètres,,,.

#### 100 mètres dos masculin
| Rang | Pays | Nom            | Temps        |
| ---- | ---- | -------------- | ------------ |
| 1    |      | Harry Hebner   | 1 min 21 s 2 |
| 2    |      | Otto Fahr      | 1 min 22 s 4 |
| 3    |      | Paul Kellner   | 1 min 24 s   |
| 4    |      | András Baronyi | 1 min 25 s 2 |
| 5    |      | Otto Groß      | 1 min 25 s 8 |

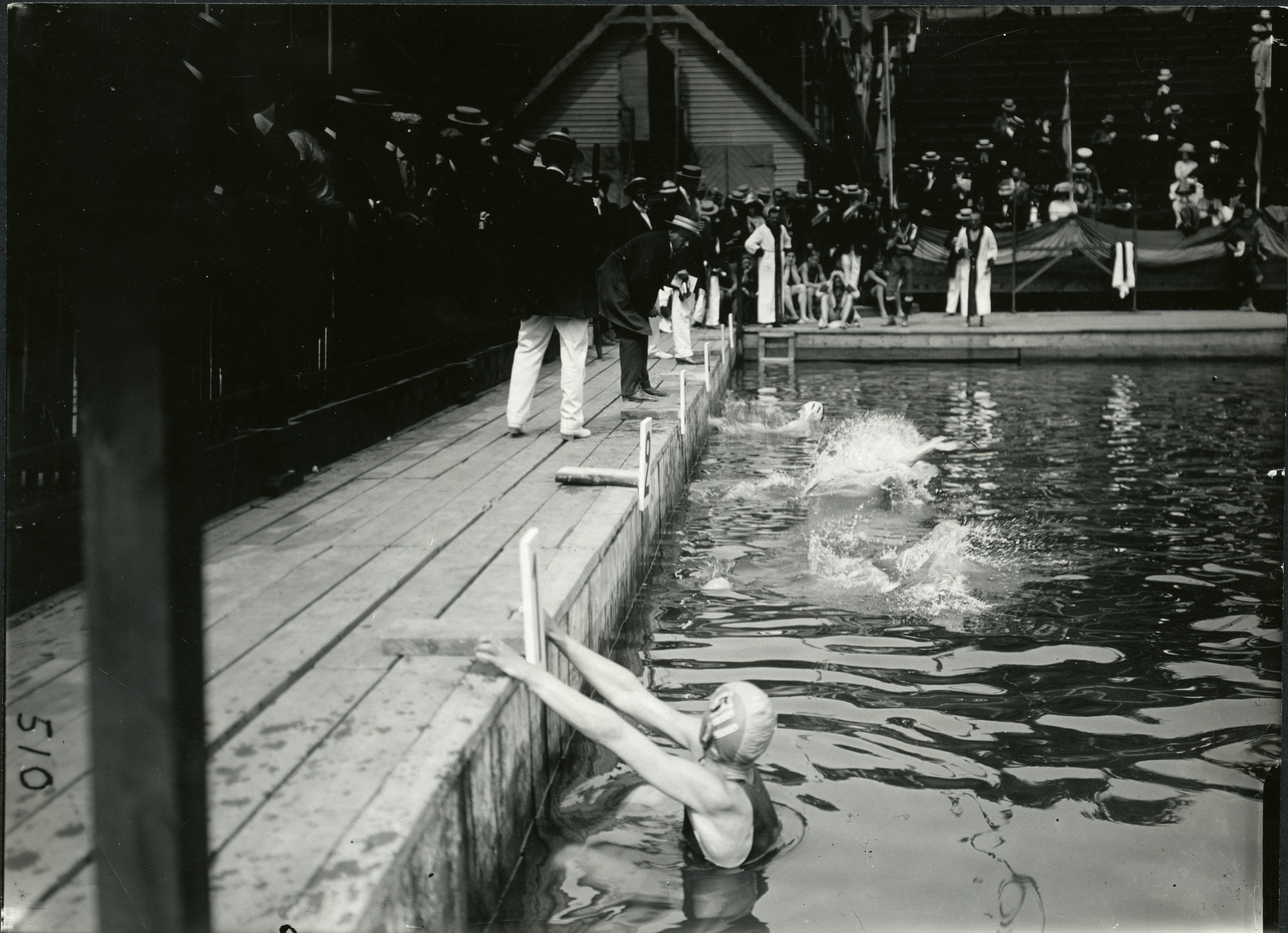
Départ de la première série du 100 mètres dos hommes.

Dans le programme initial, les séries devaient se dérouler le mardi 9 juillet pour les quatre premières à 12 h 15 et pour les trois dernières à 19 h 30. Le lendemain, mercredi 10 juillet, le deuxième tour (trois séries) devait avoir lieu à midi et les demi-finales à 19 h. La finale est programmée le samedi 13 juillet à 19 h 40. Cependant, 21 nageurs déclarent forfait. Les 18 restants sont répartis sur cinq séries le mardi 9 juillet : trois à 12 h 15 et deux à 19 h. Le deuxième tour est annulé et les qualifiés vont en demi-finale qui comme la finale restent au même horaire,.
Le record du monde de la distance établi en juillet 1911 par le Hongrois András Baronyi vient d'être battu à deux reprises en avril 1912 par les Allemands Oskar Schiele puis Otto Fahr en 1 min 15 s 6. L'Américain Harry Hebner domine le dos de l'autre côté de l'Atlantique, mais sur les distances de 100 et 150 yards. Ses performances potentielles sur la distance olympique sont mal connues.
Le 100 mètres dos olympique est marqué par la première victoire en compétition du « dos crawlé ». Jusque-là, le style est alors encore une application sur le dos des styles ventraux. Le plus souvent, les nageurs utilisent le « dos brassé », une sorte de brasse simultanée sur le dos. Les bras tendus dans le prolongement du corps sont amenés dans un grand mouvement circulaire à plat rapide jusqu'aux cuisses. Là, ils sont ramenés à la position initiale en passant le long du corps, sous l'eau le plus souvent, parfois mais rarement le nageur peut faire un retour aérien, avec le problème que ce type de retour amène la tête sous l'eau. Il y a aussi peu d'utilisation de mouvements de jambes, sauf chez les meilleurs car ils posent comme toujours un problème d'équilibre amenant la tête sous l'eau. Certains nageurs peuvent aussi utiliser une forme de trudgeon sur le dos. L'Américain Harry Hebner utilise, dès les séries, un style nouveau, avec un retour aérien alterné des bras et des battements de jambes,.
Les différentes séries de cette épreuve (du premier tour à la finale) sont très lentes, toujours à près de six secondes du record du monde, et jamais sous les 1 min 20 s. Trois nageurs, dont l'ancien détenteur du record du monde, l'Allemand Oscar Schiele, sont disqualifiés en séries. L'américain Hebner réalise le meilleur temps des séries, des demi-finales et de la finale quand le recordman du monde l'Allemand Fahr réalise le deuxième temps des séries, des demi-finales et de la finale. Par contre, le Hongrois Baronyi, troisième temps des séries et des demi-finales se fait surprendre en finale et termine au pied du podium. Si la finale commence par un faux départ, aucun nageur n'est disqualifié. L'Américain Harry Hebner prend immédiatement la première place pour ne plus la lâcher : la tête un peu sortie de l'eau, il surveille et contrôle ses adversaires. Le détenteur du record du monde, l'Allemand Otto Fahr reste en deuxième place toute la course. Il est d'abord suivi par l'ancien détenteur du record du monde, le Hongrois András Baronyi. Celui-ci est menacé par l'Allemand Otto Groß, qui nage à l'extrémité droite du bassin. Tout à leur lutte, les deux hommes ne prêtent pas attention au troisième Allemand, Paul Kellner, situé à l'extrémité gauche du bassin. Grâce à un sprint final, Kellner s'adjuge la troisième marche du podium,.
C'est alors que le style, « non-orthodoxe » pour l'époque, d'Hebner est contesté. Ses adversaires malheureux portent réclamation. Les officiels de l'équipe américaine expliquent que le règlement ne demande que de rester tout le temps sur le dos. Les juges-arbitres en conviennent et homologuent la victoire d'Hebner. Cependant, ce style n'est alors pas forcément plus rapide que le « dos brassé » puisque le record du monde de l'Allemand Otto Fahr qui finit deuxième n'est pas battu.

#### 200 mètres brasse masculin
| Rang | Pays | Nom            | Temps       |    |
| ---- | ---- | -------------- | ----------- | -- |
| 1    |      | Walter Bathe   | 3 min 1 s 8 | RO |
| 2    |      | Wilhelm Lützow | 3 min 5 s   |    |
| 3    |      | Kurt Malisch   | 3 min 8 s   |    |
| 4    |      | Percy Courtman | 3 min 8 s 8 |    |
| 5    |      | Thor Henning   | abandon     |    |

Les séries se déroulent le dimanche 7 juillet : quatre à 13 h 50 et deux autres ce même dimanche à 19 h 30. Les demi-finales ont lieu le mardi 9 juillet à 20 h 15. La finale se déroule le mercredi 10 juillet à 19 h 30. L'épreuve a été peu réorganisée, à cause des 25 forfaits : les organisateurs ont diminué le nombre de séries de huit à six et le deuxième tour a été supprimé.
Depuis octobre 1910, le record du monde est détenu par le Belge Félicien Courbet en 3 min 0 s 8. Cependant, la course est très ouverte : le Britannique Percy Courtman domine la brasse dans son pays ; le médaillé de bronze à Londres le Suédois Pontus Hansson, le Hongrois Ödön Toldi, quatrième à Londres, ou l'autre Suédois, Harald Julin, font aussi partie des favoris.

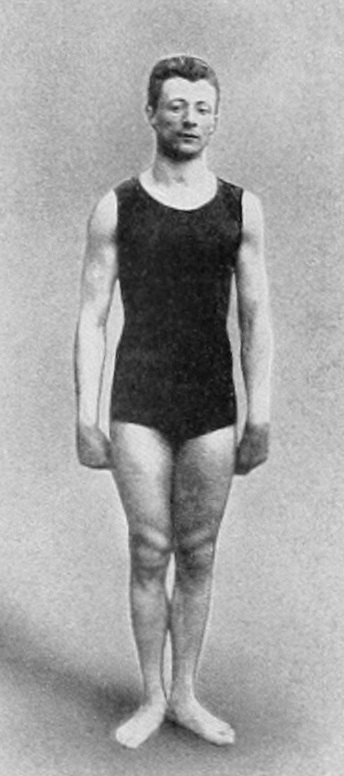
Le brasseur allemand Walter Bathe, vainqueur des 200 et 400 m brasse en 1912.

La réorganisation des séries n'est pas complète : le Britannique Carlyle Atkinson nage seul dans la troisième série. La course est dominée de bout en bout, des séries à la finale, par les trois Allemands qui prennent les trois places sur le podium : Walter Bathe, Wilhelm Lützow et Kurt Malisch. Le recordman du monde belge Félicien Courbet, s'il ne perd pas son record, est décevant, avec des temps loin de ses meilleures performances : il est éliminé dès les demi-finales. Seul le Britannique Courtman parvient à résister à la domination germanique, s'inclinant de très peu en finale pour terminer au pied du podium,.

#### 400 mètres brasse masculin
| Rang  | Pays | Nom            | Temps        |              |
| ----- | ---- | -------------- | ------------ | ------------ |
| 1     |      | Walter Bathe   | 6 min 29 s 6 | RO (et RM ?) |
| 2     |      | Thor Henning   | 6 min 35 s 6 |              |
| 3     |      | Percy Courtman | 6 min 36 s 4 |              |
| 4     |      | Kurt Malisch   | 6 min 37 s   |              |
| n. c. |      | Wilhelm Lützow | abandon      |              |

Sept séries doivent se dérouler le lundi 8 juillet : quatre à 12 h et trois autres à 19 h. Finalement, avec les réorganisations, seules cinq ont lieu à 12 h. Les organisateurs avaient prévu de regrouper le deuxième tour et demi-finales (trois séries) le jeudi 11 juillet à 12 h : seules les deux demi-finales ont lieu à 19 h 30. La finale se déroule, comme prévu, le vendredi 12 juillet à 19 h 35.
Le 400 mètres brasse avait déjà été nagé aux Jeux olympiques de 1904 (sous la forme d'un 440 yards brasse). Absent des Jeux olympiques de Londres, son retour avait été demandé pour ceux de Stockholm, en raison de la très grande popularité à travers le monde de ce style de nage. L'idée était d'en accroître encore la popularité, dans le but de donner l'envie de l'apprendre et d'ainsi éviter les noyades,. La distance était beaucoup nagée à l'époque, mais est devenue presque inconnue depuis.
Le Hongrois Oszkár Demján avait probablement établi le record du monde en 6 min 39 s 8 en mars 1910,. À Saint-Louis en 1904, l'Allemand Georg Zacharias avait en finale établi le record olympique en 7 min 23 s 6.
Le probable recordman du monde hongrois Oszkár Demján est disqualifié dès les séries pour virage incorrect. La compétition est alors dominée de bout en bout par le champion olympique du 200 mètres brasse, l'Allemand Walter Bathe. Le record olympique ancien est battu pratiquement lors de chaque série et Bathe établit aussi probablement le record du monde en séries, demi-finale et finale. Le nageur belge Félicien Courbet (recordman du monde du 200 mètres brasse) fait partie des favoris, mais il est éliminé en demi-finale. La seconde demi-finale nécessite une intervention des juges : l'Allemand Bathe et le Suédois Henning touchent tous deux en 6 min 32 s. Les juges (suédois) décident d'accorder la victoire à Bathe qui aurait touché avec quelques centimètres d'avance,.
Les mêmes cinq hommes que lors de la finale du 200 mètres brasse se retrouvent en finale du 400 mètres, mais le résultat final diffère. Le vainqueur, l'Allemand Walter Bathe, s'empare immédiatement de la tête, pour ne plus la lâcher. Aux 100 mètres, il a pris 4 mètres d'avance et à mi-course, il devance ses adversaires de plus de 10 mètres. La lutte est sévère entre les quatre autres nageurs. Ce sont d'abord l'Allemand Kurt Malisch et le Suédois Thor Henning qui sont au coude à coude en deuxième et troisième place. Henning se détache un peu aux 250 mètres. Aux 300 mètres, le Suédois effectue un très mauvais virage qui lui fait perdre toute son avance tandis que le Britannique Percy Courtman en profite pour revenir à la hauteur de Henning et Malisch. La dernière longueur est un long sprint entre les trois hommes. L'Allemand Wilhelm Lützow ne peut suivre le rythme et finit par abandonner. Le Suédois Thor Henning s'empare de la médaille d'argent de peu devant le Britannique Percy Courtman puis l'Allemand Kurt Malisch qui termine au pied du podium, à huit dixièmes de la médaille de bronze. Le vainqueur, l'Allemand Bathe établit un nouveau record olympique et probablement du monde,.

### Épreuves féminines
Le programme féminin ne prévoit que deux épreuves, en nage libre : un 100 mètres individuel et un relais 4 × 100 mètres,.
Le public se montre enthousiaste lors des épreuves féminines de natation (comme dans les autres épreuves féminines des Jeux de Stockholm). Les nageuses sont accueillies par un tonnerre d'applaudissements. Le public pourrait ainsi avoir montré son admiration pour ces femmes osant se lancer dans la compétition sportive et olympique.

#### 100 mètres nage libre féminin
| Rang | Pays | Nom             | Temps        |
| ---- | ---- | --------------- | ------------ |
| 1    |      | Fanny Durack    | 1 min 22 s 2 |
| 2    |      | Mina Wylie      | 1 min 25 s 2 |
| 3    |      | Jennie Fletcher | 1 min 27 s   |
| 4    |      | Grete Rosenberg | 1 min 27 s 2 |
| 5    |      | Annie Speirs    | 1 min 27 s 4 |

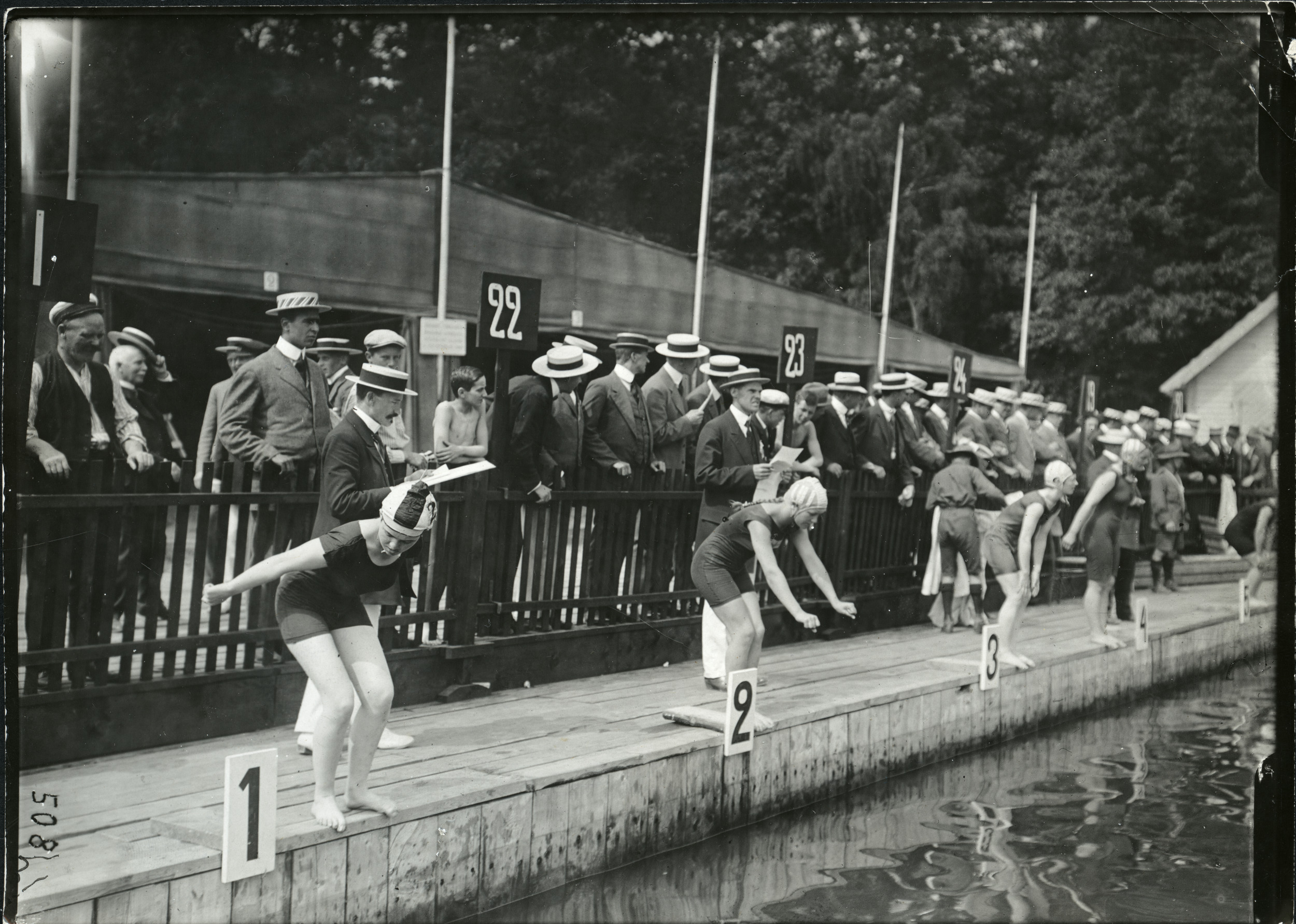
Départ de la quatrième série du 100 mètres nage libre féminin.
Wally Dressel avec le no 21
Irene Steer avec le no 23
Les autres nageuses sont Fanny Durack, Margarete Adler, Greta Carlsson et Regina Kari.

Contrairement aux épreuves masculines, il n'y a aucun forfait et le programme est complet. Les cinq séries ont lieu comme prévu : deux le lundi 8 juillet à 19 h 30 et trois le mardi 9 juillet à 12 h. Les demi-finales ont lieu le jeudi 12 juillet à midi. La finale se déroule le vendredi 12 juillet à 19 h 30,.
Les nageuses anglo-saxonnes sont favorites. En Grande-Bretagne, Jennie Fletcher a remporté les titres nationaux sur 100 yards en 1909, 1911 et 1912, battue seulement en 1910 par Irene Steer. Jennie Fletcher a longtemps détenu le record mondial du 100 yards, qu'elle a battu onze fois en sept ans, mais cette distance n'est pas le 100 mètres,,. Une autre Britannique, Daisy Curwen, détient l'équivalent du record du monde du 100 mètres avec celui du 110 yards en 1 min 20 s 6. Cependant, juste avant les Jeux, l'Australienne Fanny Durack a établi les records des 50, 100 et 200 yards, respectivement en 27 s, 1 min 6 s et 2 min 56 s,.
Comme l'épreuve est nouvelle aux Jeux, la première, puis la deuxième série établissent le record olympique. C'est finalement Fanny Durack qui bat le record olympique et le record du monde lors de la quatrième série, avec 1 min 19 s 8. L'exploit n'est pas renouvelé durant le reste de la compétition. La course est effectivement dominée par les nageuses anglo-saxonnes. Seules deux Allemandes Wally Dressel (quatrième série) et Grete Rosenberg (cinquième série) réussissent à contester cette supériorité. Elles sont cependant éliminées en demi-finale : Grete Rosenberg n'entre en finale qu'à la suite du forfait de Daisy Curwen, hospitalisée le jour même des demi-finales pour une opération de l'appendicite,,,. Une des autres favorites, la Galloise Irene Steer, est disqualifiée en demi-finale pour faux départ à la suite de la réclamation portée par l'équipe allemande,,. La finale est largement dominée, de bout en bout, par l'Australienne Fanny Durack. Sa compatriote et amie Mina Wylie se place sans trop de difficultés sur la seconde marche du podium. Par contre, la lutte est serrée entre les trois autres nageuses pour la médaille de bronze : elles se tiennent en quatre centièmes. C'est la Britannique Jennie Fletcher qui s'impose de peu sur l'Allemande Grete Rosenberg,,,. La presse locale s'extasie sur la performance de la nageuse australienne Fanny Durack qui aurait nagé son 100 mètres plus vite que le champion masculin suédois,.

#### Relais 4 fois100 mètres nage libre féminin(400 mètres par équipe)

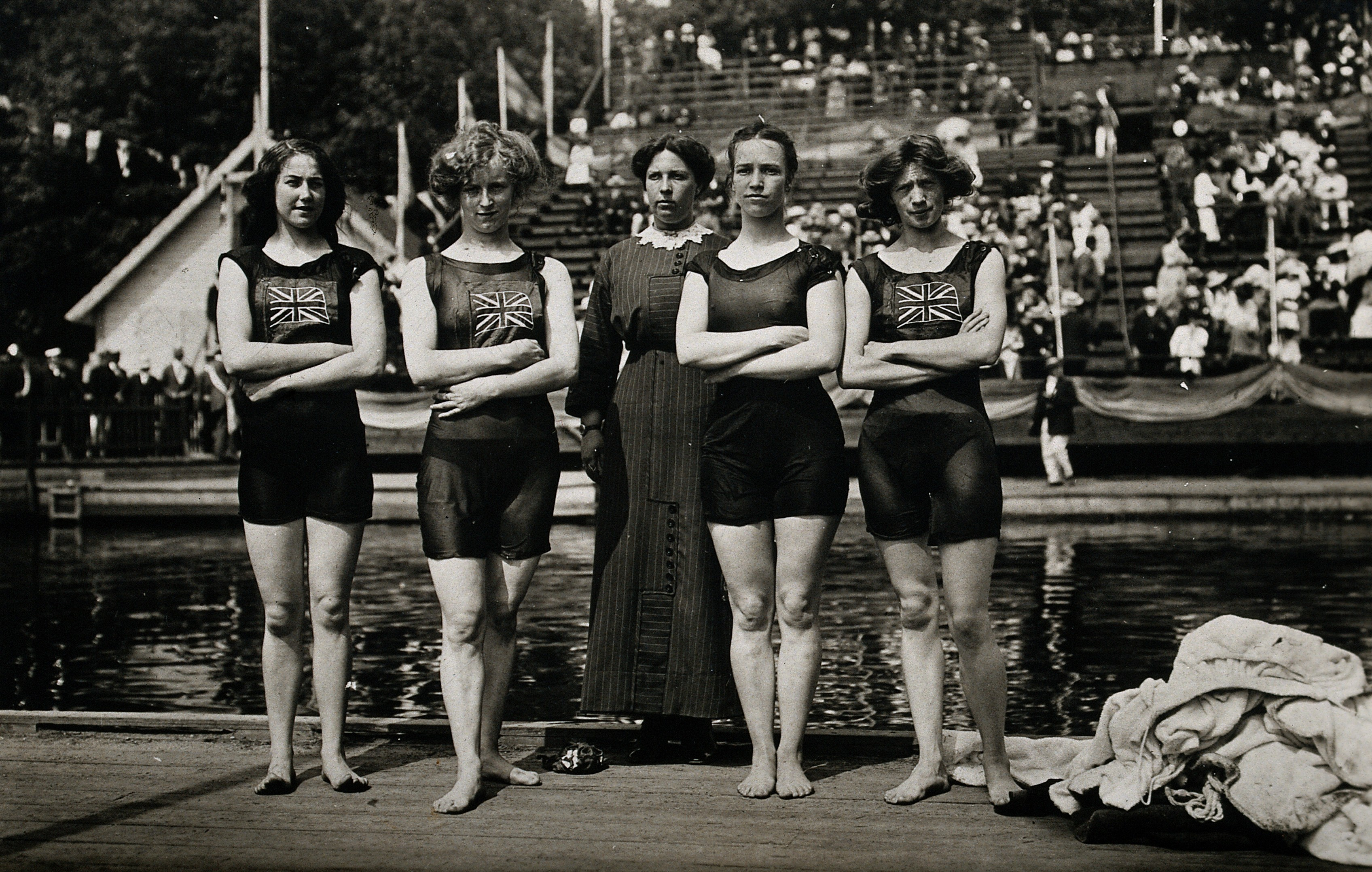
Le relais britannique du aux Jeux olympiques de Stockholm de 1912.
De gauche à droite : Isabella Moore, Jennie Fletcher, le chaperon et entraîneuse Clara Jarvis,, Annie Speirs et Irene Steer.

Le lundi 15 juillet à midi, étant donné le peu de nations engagées (Allemagne, Autriche, Grande-Bretagne et Suède), se déroule une seule série et donc finale du relais féminin,.
| Rang | Pays                                                                        | Temps        |          |
| ---- | --------------------------------------------------------------------------- | ------------ | -------- |
| 1    | Grande-Bretagne (Isabella Moore, Jennie Fletcher, Annie Speirs Irene Steer) | 5 min 52 s 8 | RM et RO |
| 2    | Allemagne (Wally Dressel, Louise Otto, Hermine Stindt, Grete Rosenberg)     | 6 min 4 s 6  |          |
| 3    | Autriche (Margarete Adler, Klara Milch, Josephine Sticker, Berta Zahourek)  | 6 min 17 s   |          |
| 4    | Suède (Greta Carlsson, Greta Johansson, Sonja Johnsson, Vera Thulin)        | n. c         |          |

Les deux nageuses australasiennes Fanny Durack et Mina Wylie demandent à participer au relais 4 × 100 mètres proposant de nager chacune deux longueurs. Les organisateurs refusent d'accéder à leur requête,,,.
La course se déroule sans aucun suspense. La domination anglo-saxonne se poursuit comme au 100 mètres. En l'absence des Australiennes, les Britanniques s'imposent facilement. Elles prennent la tête d'emblée et ne la lâchent plus. Les nageuses allemandes ne les inquiètent pas plus que celles-ci sont inquiétées par le relais autrichien. L'épreuve étant courue pour la première fois, le relais britannique établit le record olympique ainsi que le record du monde. Les deux tiennent jusqu'aux Jeux d'Anvers en 1920,,,,.
La photographie, présente dans le rapport officiel des Jeux, du relais britannique victorieux et principalement ce qu'elle laisse voir du corps des nageuses à travers les maillots de compétition a fait l'objet de nombreuses réflexions,. Jennie Fletcher elle-même, lorsqu'elle revient sur cette photographie plus tard au cours de sa vie, déclare la « détester »,. Lorsque des épreuves féminines pour les Jeux de Stockholm sont proposées par le Comité international olympique, la tenue des nageuses est longuement discutée. Les règles restent finalement très strictes, mais quasiment similaires à celles des hommes. Les maillots de compétition ne sont pas vraiment prévus pour protéger la pudeur des nageuses. Cependant, le règlement de l'Amateur Swimming Association britannique exige que les nageuses portent un long peignoir de bain en sortant des vestiaires jusqu'au bassin et immédiatement après être sorties de l'eau.
Le maillot de compétition, homologué par la FINA, porté par le relais britannique est en soie de Milan, fait à la main à Loughborough, par une entreprise spécialisée. Une publicité de 1902 dans l'agenda de la fédération britannique donne comme prix pour ce type de maillot dix shillings, six pence, une somme relativement élevée pour l'époque. La fédération britannique ne finance alors pas l'équipement de ses nageurs et nageuses,.
Cette photographie du relais féminin britannique est très ambivalente. Ces quatre jeunes femmes sont photographiées dans une tenue « indécente », révélant les détails de leur poitrine ; elles sont de plus tête nue, « en cheveux » qui ne sont pas mouillés alors que les maillots le sont. De même, les peignoirs protecteurs obligatoires sont posés en tas sur le bord du bassin. En même temps, elles sont accompagnées d'un chaperon, Clara Jarvis, qui est aussi leur entraîneuse, dont l'air peu amène semble aussi totalement les protéger,. Finalement, l'image n'est pas celle d'un corps féminin révélé, allant à l'encontre des valeurs (anciennes) de pudeur, mais celle d'un corps féminin véhiculant les valeurs modernes de la sportive,,.

## Podiums
La cérémonie de remise des récompenses se déroule le lundi 15 juillet à partir de 17 h au stade olympique. 

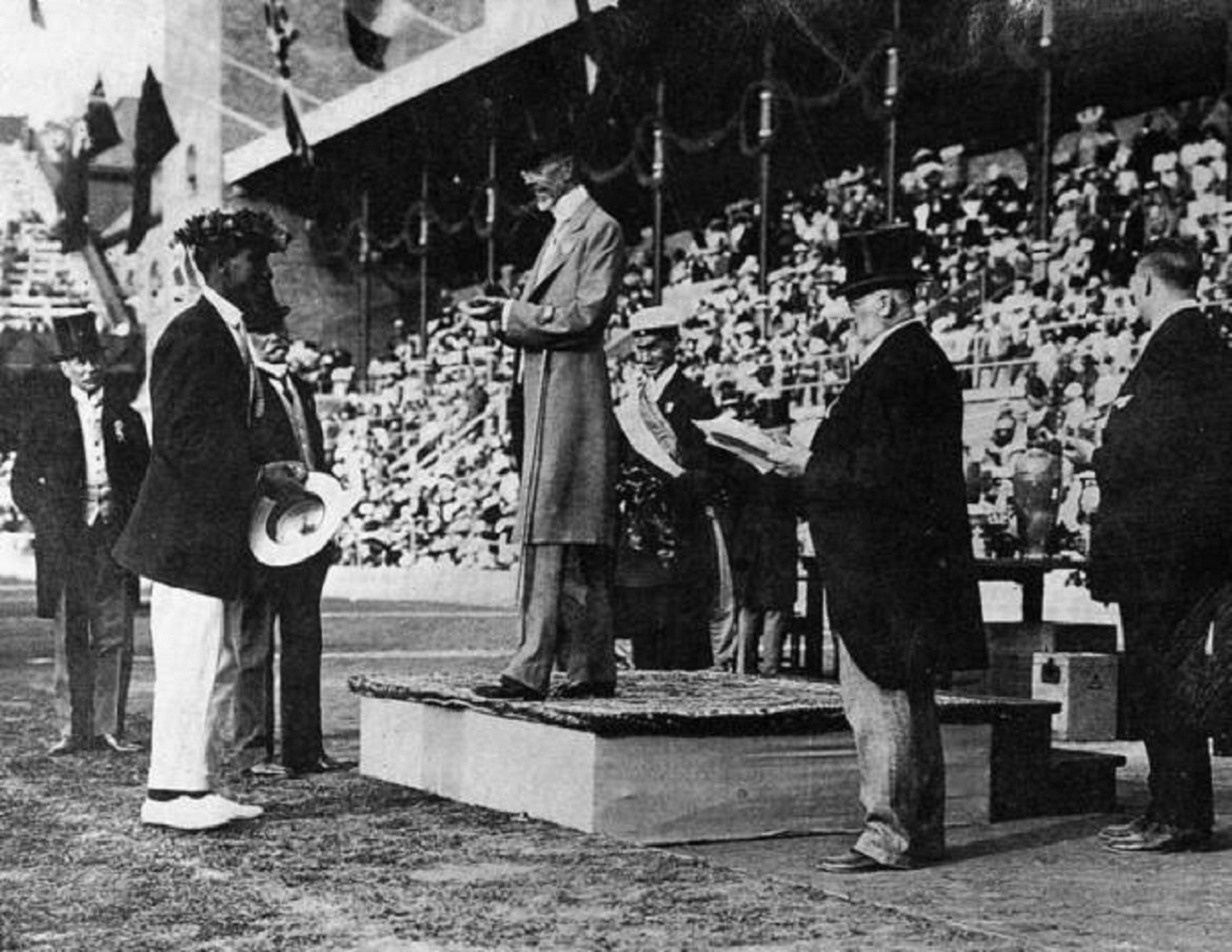
Duke Kahanamoku reçoit sa médaille d'or des mains du roi de Suède Gustave V.
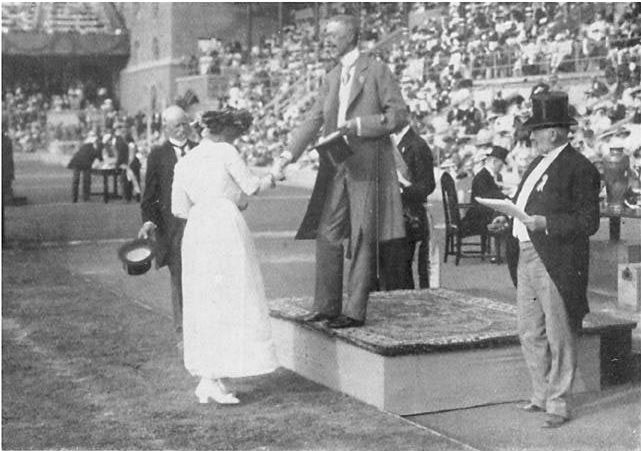
Fanny Durack reçoit sa médaille d'or des mains du roi de Suède Gustave V.
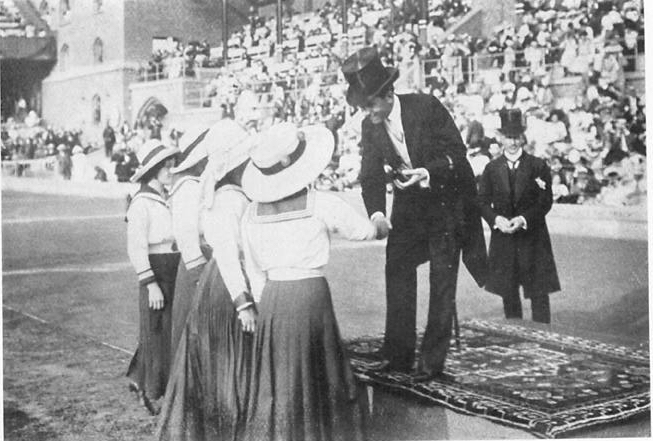
Le relais allemand (Wally Dressel, Louise Otto, Hermine Stindt et Grete Rosenberg) reçoit sa médaille d'argent des mains du prince héritier.
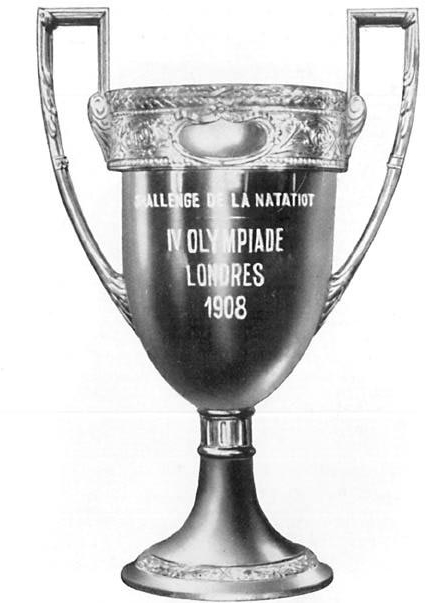
La Coupe Brunetta pour le 1 500 mètres nage libre.

### Hommes
| Épreuves                  | Or                                                                                              | Argent                                                                                | Bronze                                                                                   |
| Nage libre                |                                                                                                 |                                                                                       |                                                                                          |
| 100 mètres                | Duke Kahanamoku États-Unis 1 min 3 s 4                                                          | Cecil Healy Australasie 1 min 4 s 6                                                   | Kenneth Huszagh États-Unis 1 min 5 s 6                                                   |
| 400 mètres                | George Hodgson Canada 5 min 24 s 4 (RM, RO)                                                     | Jack Hatfield Grande-Bretagne 5 min 25 s 8                                            | Harold Hardwick Australasie 5 min 31 s 2                                                 |
| 1 500 mètres              | George Hodgson Canada 22 min (RM, RO)                                                           | Jack Hatfield Grande-Bretagne 22 min 39 s                                             | Harold Hardwick Australasie 23 min 15 s 4                                                |
| Dos                       |                                                                                                 |                                                                                       |                                                                                          |
| 100 mètres                | Harry Hebner États-Unis 1 min 21 s 2                                                            | Otto Fahr Allemagne 1 min 22 s 4                                                      | Paul Kellner Allemagne 1 min 24 s                                                        |
| Brasse                    |                                                                                                 |                                                                                       |                                                                                          |
| 200 mètres                | Walter Bathe Allemagne 3 min 1 s 8 (RO)                                                         | Wilhelm Lützow Allemagne 3 min 5 s                                                    | Kurt Malisch Allemagne 3 min 8 s                                                         |
| 400 mètres                | Walter Bathe Allemagne 6 min 29 s 6 (RO, probable RM)                                           | Thor Henning Suède 6 min 35 s 6                                                       | Percy Courtman Grande-Bretagne 6 min 36 s 4                                              |
| Relais                    |                                                                                                 |                                                                                       |                                                                                          |
| 4 × 200 mètres nage libre | Australasie Cecil Healy Malcolm Champion Leslie Boardman Harold Hardwick 10 min 11 s 6 (RM, RO) | États-Unis Kenneth Huszagh Harry Hebner Perry McGillivray Duke Kahanamoku 10 min 20 s | Grande-Bretagne William Foster Thomas Battersby Jack Hatfield Henry Taylor 10 min 28 s 2 |

### Femmes
| Épreuves                  | Or                                                                                        | Argent                                                                         | Bronze                                                                           |
| Nage libre                |                                                                                           |                                                                                |                                                                                  |
| 100 mètres                | Fanny Durack Australasie 1 min 22 s 2 (RO)                                                | Mina Wylie Australasie 1 min 25 s 4                                            | Jennie Fletcher Grande-Bretagne 1 min 27 s                                       |
| Relais                    |                                                                                           |                                                                                |                                                                                  |
| 4 × 100 mètres nage libre | Grande-Bretagne Isabella Moore Jennie Fletcher Annie Speirs Irene Steer 5 min 52 s 8 (RO) | Allemagne Wally Dressel Louise Otto Hermine Stindt Grete Rosenberg 6 min 4 s 6 | Autriche Margarete Adler Klara Milch Josephine Sticker Berta Zahourek 6 min 17 s |

### Autres récompenses
En plus des médailles individuelles et en pleine propriété, une coupe (la Coupe Brunetta) est prévue pour récompenser un nageur du 1 500 mètres nage libre. Cette coupe doit être remise en jeu lors des Jeux suivants. Le nageur récipiendaire et sa fédération nationale doivent donc s'engager à la restituer,. La coupe fut remise au nageur canadien George Hodgson.
Des « diplômes du mérite » sont aussi remis aux nageurs méritants (souvent ceux ayant participé à la finale sans monter sur le podium) :
- Au 100 mètres nage libre hommes : Leslie Boardman, Kurt Bretting, William Longworth, Perry McGillivray et Walter Ramme[231].
- Au 400 mètres nage libre hommes : Cecil Healy et Béla Las-Torres[231].
- Au 1 500 mètres nage libre hommes : Vilhelm Andersson[231].
- Au 100 mètres dos hommes : András Baronyi et Otto Groß[231].
- Au 200 mètres brasse hommes : Percy Courtman et Harald Julin[231].
- Au 400 mètres brasse hommes : Kurt Malisch[231].
- Au relais 4 fois 200 mètres nage libre hommes : équipe d'Allemagne[232].
- Au 100 mètres nage libre dames : Daisy Curwen, Grete Rosenberg et Annie Speirs[232].

## Tableau des médailles
| Rang  | Pays            | Médaille d'or | Médaille d'argent | Médaille de bronze | Total |
| 1     | Allemagne       | 2             | 3                 | 2                  | 7     |
| 2     | Australasie     | 2             | 2                 | 2                  | 6     |
| 3     | États-Unis      | 2             | 1                 | 1                  | 4     |
| 4     | Canada          | 2             | 0                 | 0                  | 2     |
| 5     | Grande-Bretagne | 1             | 2                 | 3                  | 6     |
| 6     | Suède           | 0             | 1                 | 0                  | 1     |
| 7     | Autriche        | 0             | 0                 | 1                  | 1     |
| Total | Total           | 9             | 9                 | 9                  | 27    |

## Bilan
Le bilan tiré par les organisateurs après la conclusion des Jeux est mitigé. Toutes les épreuves ont donné lieu, en séries ou finales, à l'établissement d'un nouveau record olympique. Le fait qu'une fédération internationale de natation existe a facilité l'organisation des compétitions. Cependant, il est regretté qu'un programme officiel qui serait établi définitivement n'ait pas encore été mis en place.
Le système des engagements est aussi critiqué. Permettre à 12 nageurs d'un seul pays de s'inscrire à la même course s'est avéré assez absurde : il semble en effet peu probable qu'une seule nation puisse être capable d'aligner autant de nageurs de niveau mondial sur une épreuve. Il est suggéré de réduire ce nombre pour les Jeux suivants à 6 ou 8 maximum.